# Marina Ivanovna Cvetajeva
Marina Ivanovna Cvetajeva (cirill betűkkel: Мари́на Ива́новна Цвета́ева; Moszkva, 1892. szeptember 26.; a Gergely-naptár szerint: október 8. – Jelabuga, 1941. augusztus 31.) orosz költő és író, az orosz modernizmus egyik legnagyobb alakja.
Úgy alkotott maradandó életművet, hogy a nagy irodalmi mozgalom, az avantgárd idején egyetlen irányzat mellett sem kötelezte el magát, költészetében egyedülálló szintézisét teremtette meg évszázadok művészi eredményeinek a mitológiától és az orosz népköltészettől Gyerzsavinon, Goethén, példaképén, Puskinon át egészen a legmodernebb vívmányokig, a különböző „izmusokig”.
Anyja korai halála és apja visszahúzódó, tudósi életmódja is arra predesztinálta, hogy korán önállósodjon – tizenhat évesen egyedül töltött egy nyarat Párizsban, és tizennyolc évesen, önerőből publikálta első verseskötetét. Tulajdonképpen a véletlennek köszönheti, hogy hamar bekerült az orosz avantgárd nagyjainak körébe, ami költői fejlődését elősegítette, de nem határozta meg. 
Huszonöt évesen érte az 1917-es októberi orosz forradalom, amely felforgatta magánéletét: a polgárháború alatt kisebbik lánya éhen halt egy árvaházban, férje a Fehér Gárdában harcolt az új szovjethatalom ellen, és öt évig nem is látták egymást. Művészetének ugyan új forrása fakadt a hazafias ellenállás megéneklésével, a fehérek végső veresége azonban a férjet Konstantinápolyon át Prágába vetette, s Cvetajeva, követni akarván őt, az önkéntes száműzetést választotta. 
Az új szovjet rendszer attól fogva tudomást sem vett róla, ám a berlini, prágai, párizsi emigránskörök sem ölelték keblükre a megfelelni semmilyen ideológiának nem akaró költőnőt. Amikor nagyobbik lánya, majd férje is repatriált, 1939-ben Cvetajeva is erre kényszerült. Lányára a Gulag várt, férjére a börtön, őrá pedig, 1941-ben, a német seregek betörése nyomán a kitelepítés Moszkvából Tatárföldre. Nehézségekkel, nélkülözésekkel, csapásokkal teli életének 48 éves korában, 1941. augusztus 31-én önkezével vetett véget.

## Élete

### Gyermekkor (1892–1910)

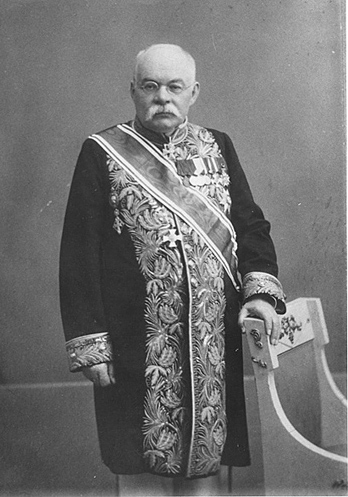
Ivan Vlagyimirovics Cvetajev, Marina édesapja

Apja, Ivan Vlagyimirovics Cvetajev (1847–1913) a vlagyimiri kormányzóság egyik kis falujában, Taliciban született az ottani pópa fiaként. Családnevük lehetséges értelmezése: a cvetaty (virágozni) szó felszólító módjából képzett alak, kizárólag az örökletes pravoszláv vidéki papság körében dívott. Marina a család apai ágát így jellemezte: „megszakítatlan és megszakíthatatlan klán: ősi törzsök”. Ivan Vlagyimirovics öccse, Dmitrij történészprofesszor és megátalkodott antiszemita lett, Marina zsigeri ellenszenvét mindenfajta antiszemitizmussal szemben egyebek között a vele kapcsolatos gyermekkori élményeire, az ő látogatásaira és beszélgetéseire vezette vissza.
Marina apja az oszkok nyelvéről írott latin doktori értekezésével szerzett tudományos fokozatot, ennek a területnek egyik úttörőjeként, hiszen a pompeji ásatások nyomán csak nem sokkal előbb kerültek napvilágra ennek az italikus nyelvnek az első feliratai. Később hosszabb időt töltött Olaszországban, a művészettörténet professzora lett a Moszkvai Egyetemen, majd ő alapította meg és látta el anyaggal a III. Sándor Múzeumot (ma: Puskin Képzőművészeti Múzeum).
Anyja, Marija Alekszandrovna Mejn (1868–1906), az apa második felesége művelt, több nyelvet beszélő nő (lánya neki köszönhette egy életen át tartó vonzalmát a német irodalom és művészet iránt), szenvedélyes zenerajongó, zongorista, Anton Grigorjevics Rubinstejn tanítványa. Marija Alekszandrovna apja gazdag balti német üzletember, anyja lengyel nemesi származék (Marija Lukinyicsna Bernackaja). Ez a lengyel arisztokrata kapcsolat indította később Marinát arra, hogy romantikus képzeletvilágában azonosuljon Maryna Mniszchówna kalandornővel (Puskin Borisz Godunovjának Marina Mnyisekjével), aki két Ál-Dmitrij cárnak is a felesége lett a 17. század elején.
Marinának két féltestvére volt apja első házasságából (Varvara Dmitrijevna Ilovajszkajától, Dmitrij Ilovajszkij konzervatív történész lányától), a nála tíz évvel idősebb Valerija és a két évvel idősebb Andrej. Egyetlen édestestvére, húga, Anasztaszija (Ászja) 1894-ben született, és igen magas kort ért meg (1993-ban hunyt el). A gyerekek között napirenden voltak a veszekedések, féltékenykedések.
Feszült volt a viszony Cvetajeva anyja és Varvara Dmitrijevna gyermekei között is (Cvetajeva apja mindvégig szoros kapcsolatot ápolt az Ilovajszkij családdal). Marija, Cvetajeva anyja sosem titkolta, hogy jobban szereti Anasztasziját, mint Marinát (legalábbis így látta Marina – a kis korában sokat betegeskedő Ászjával többet kellett törődni). Szelíd, jóságos lélek apjuk pártatlan volt ugyan, de őt túlságosan lekötötte a munkája, keveset foglalkozott a családdal. Első, korán elhunyt felesége iránti szerelme sosem múlt el, s ez is rányomta bélyegét a család életére, habár Cvetajeva anyja, Marija is egy előző nagy szerelemből menekült ebbe a házasságba. A családi feszültségeket tetézte Marina számára, hogy anyja nehezményezte, sőt időnként kigúnyolta első költői próbálkozásait, és mindenáron zenészt szeretett volna faragni belőle.

#### A Három tó utcai otthon
Cvetajeva magas rendű elvonatkoztató képességét és érzékenységét (és persze romantikus alkatát) jellemzi, hogy mindennek ellenére így írta le gyermekkori otthonát egy 1926-os körkérdésre adott válaszában:
|  | „Legfőbb hatás: az anyáé (zene, természet, versek, Németország; rajongás a zsidóságért; egy mindenki ellen; Eroica). Rejtettebb, de semmivel se gyengébb apai hatás (munkamánia, a karrierizmus teljes hiánya, egyszerűség, emberkerülés). Apai-anyai közös hatás: spártai életmód. Egy házban két »leitmotívum«: Muzsika és Múzsa. Otthoni légkör se nem polgári, se nem értelmiségi, hanem – lovagi. Magasrendű élet…” |
|  | – Gy. Horváth (1992) |

Ez az otthon, amely mitikussá növekedett-személyesült Cvetajeva korai költészetében, Moszkva közepén állt, a Trjohprudnij pereulok („Három tó utca”) 8-as szám alatt, kőhajításnyira a Tverszkoj bulvartól és a Patriarsije pruditól. Az első feleség hozománya volt, vagyis Ilovajszkij-tulajdon, s utóbb Cvetajeva két mostohatestvérére szállt – ez is rossz vért szült a két testvér és mostohaanyjuk között. A nagyváros központjában különösen festhetett ez az inkább vidéki kúria módjára terpeszkedő „birtok”. Varvara, Cvetajeva mostohanővére így írta le az 1880-as évekre emlékezve (és sokat nem is változott, míg az első világháború idején le nem égett):
|  | „Tizenegy szobája volt a háznak. Mögötte füves udvar nyárfákkal, és volt még egy hétszobás melléképület, egy kocsislak, két pince, egy istálló, az udvar túlsó végében külön konyha, mellette tágas mosóház. Deszkajárdák vezettek az udvaron át a házhoz és a konyhához. A jegenyéken és akácokon kívül volt még egy fehér orgonafa is a melléképületnél és egy kányabangita a hátsó ajtónál. A kapunál százesztendős ezüstnyár lógatta ki súlyos ágait az utcára. A főház legszebb szobája a tágas, magas, ötablakos, fehérre festett ebédlő volt és a sötétpiros drapériával bevont nagyszalon. Utánuk következett apa dolgozószobája a nagy, nehéz íróasztallal, az óriási pamlaggal és a könyvek borította falakkal. A többi szoba nem volt ilyen magas, mert félemeletet építettek föléjük, ennek négy szobája az udvarra nézett. Az utcáról szemlélődő földszintesnek láthatta a házat.” |
|  | – Varvara, Marina mostohanővére |

Ebben a házban töltötte Marina Cvetajeva élete első húsz évét, egészen férjhez meneteléig, illetve apja haláláig. Közvetlenül elköltözése után, 1913-ban örökítette meg egyik versében:
E világ meghal nemsokára,

titkos pillantást vess felé,

amíg fejszét nem lát a nyárfa,

s a mi házunk nem másoké.
A nyárfa! Gyermekkori esténk

mind oda bújt, tövébe gyűlt.

Nyárfa, akácok körbevették,

a színe hamu és ezüst.
Többsincs világ, nem él, csak egyszer,

siess – egy percet se mulassz!

A Három Tó utcába menj el,

mert a lelkem leglelke az!

#### Utazgatások külföldön: Nervi, Lausanne, Freiburg

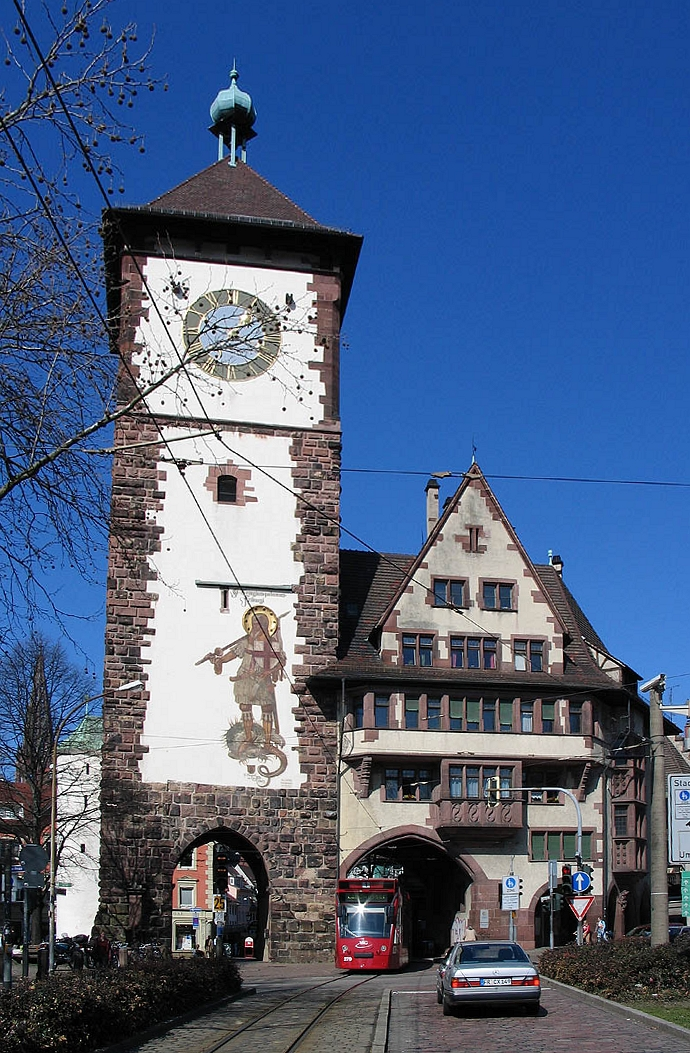
Szent György a freiburgi Sváb kapu tornyán. Éppen abban az évben, 1903-ban festették fel, amikor Cvetajeva ott tanult.

1902-ben Cvetajeva anyjánál tuberkulózist diagnosztizáltak. Környezetváltozást írtak elő neki, ezért a család (többnyire az apa nélkül) sokat utazgatott külföldön, egészen az anya 1906-ban bekövetkezett haláláig. Hosszabb időt töltöttek a Genova melletti Nerviben, ahol a merev moszkvai polgári életből kiszakadt Marina végre szabadjára engedhette szilaj természetét: futkározott, játékokat talált ki magának, hegyet mászott. Nerviben több orosz emigráns forradalmár élt akkoriban, akiknek társasága és társalgása nagy hatással volt a fogékony lelkű Marinára – akárcsak anyjára. A nagybeteg, frusztrált asszony belehabarodott Vlagyiszlav Kobiljanszkijba, a csoport ifjú vezetőjébe, s egy alkalommal, amikor vele sétálgatott a tengerparton, Marina leesett az „orosz panzió” lépcsőjén, és súlyos fejsérülést szenvedett. A kijózanodott és egyre romló egészségű Marija orvosai tanácsára a lausanne-i Lacaze-féle lánynevelő intézetbe íratta be két gyermekét, nehogy ők is megfertőződjenek. Nem sokkal később a németországi Freiburgba költöztek, ahol Marina a német építészet és táj szépségeiből (no meg egy egészen másfajta, „porosz kaszárnyaszellemű” iskola borzalmaiból) kapott ízelítőt.
A család sorozatos költözködései miatt több iskolát is megjárt lányok olasz, francia és német nyelvismeretre tettek szert. Az anya állapota egyre hanyatlott, hazautaztak. Ivan Cvetajev egy jaltai panzióban helyezte el őket, majd, egy tüdővérzést követően, a Kaluga közelében lévő taruszai családi nyaralóba vitte a haldokló asszonyt 1906 júniusában – oda, ahol a gyerekek annyi emlékezetes nyarat töltöttek az Oka folyó menti réteken, erdőkben. A lányok utolsó emléke: anyjuk még egyszer játszani próbál kedves zongoráján, azután odahívja őket, és Anasztaszija szerint így szól: „Éljetek igazul, gyerekeim!” – Marina szerint viszont felsóhajtott: „Ha belegondolok, hány hülye láthatja majd, milyen felnőttek lesztek, én meg…”

#### Középiskola Moszkvában, első versek

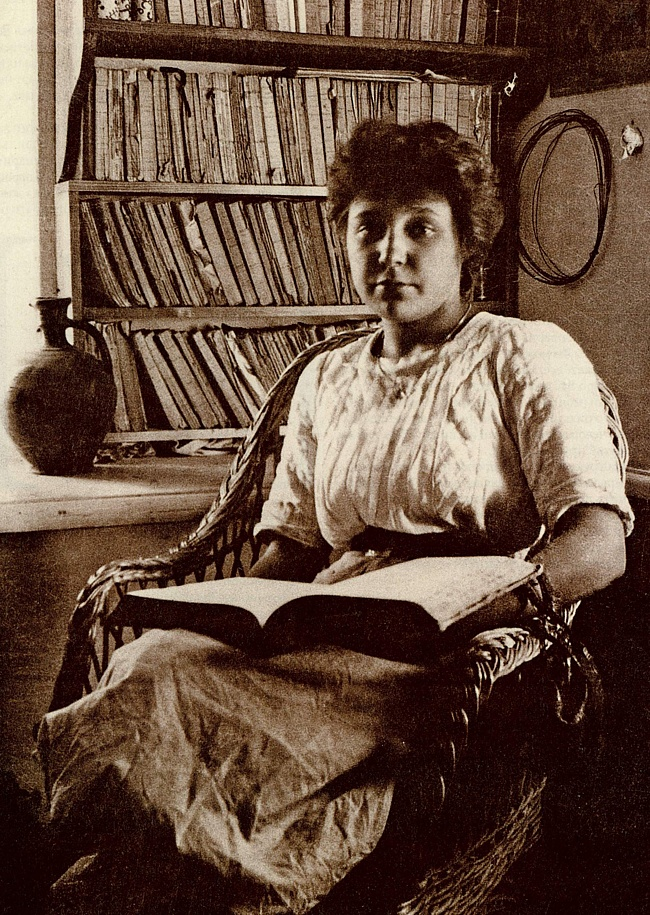
Cvetajeva 1911-ben, Volosin felvétele

Anyja halála után Marina két moszkvai középiskolát is megjárt (az egyikből, a Derwies-féléből kicsapták engedetlenségért), és idővel még kettőt, majd 1908-ban ellentmondást nem tűrően közölte apjával: Párizsban óhajtja tölteni a nyarat, méghozzá egyedül (tizenhat évesen!), hogy nyelvtanfolyamra járjon és középkori irodalomtörténetet hallgasson a Sorbonne-on. (Egy Sasfiók-előadás után bemerészkedett Sarah Bernhardt öltözőjébe autogramot kérni.) Hazatérve Puskint, Goethét, Schillert bújta. 
Mostohanővére, Valerija időközben tanítónő lett, a hozzá és Ászjához ellátogató radikális fiatalok közül Cvetajeva megismerkedett Galja Gyjakonovával, aki utóbb Paul Éluard-hoz, majd Salvador Dalíhoz ment feleségül. Ekkoriban kezdte olvasni a fellendülőben lévő orosz avantgárd, különösen a szimbolisták műveit, s ez nagy hatást gyakorolt egész későbbi költészetére, noha sohasem az elmélet, hanem a költői kifejezésmód, az alkotás mestersége érdekelte (Andrej Belijé, Alekszandr Bloké). 
Rengeteget olvasott, lefordította Rostand Sasfiókjának egy részét, ennek révén megismerkedett Belij baráti körével (Lev Kobilinszkijjal, Vlagyimir Nilenderrel), akik éppen akkoriban alapították meg a Muszaget nevű könyvkiadót és folyóiratát (az „ifjabb” szimbolisták fórumát). 1910 végén, miután Ászjával Tolsztoj halálhírére elzarándokoltak Jasznaja Poljanába, saját költségén megjelentette első kötetét, az Esti albumot (Vecsernyij albom). Marija Baskircevának (Marie Bashkirtseff), a tüdőbajban huszonhat évesen, 1884-ben elhunyt naplóírónak és festőnőnek ajánlotta, a benne foglalt versek a boldog, színes gyermekkor himnuszai, s annak lezárásaképpen (például egy szintén Taruszában, 1909-ben kelt költeményben) romantikus halálvágyat jelenítenek meg:
Krisztus, Teremtő! Csodatételt

azonnal, még reggelemen!

Ó, add meghalnom, míg az élet

csupán könyvben betű nekem.
[...]
Kereszt, selyem, sisak igéznek,

lelkemmé percek nyoma vált...

Gyerekkort adtál – mese-éknek!

Tizenhét lettem – adj halált!
A kötetet, kissé fanyalogva ugyan, de méltatta Valerij Brjuszov és Ilja Ehrenburg, sokkal hangsúlyosabban dicsérte Nyikolaj Gumiljov és Makszimilian Volosin költő és kritikus. Utóbbi meglátogatta Cvetajevát, s a későbbiekben is jó barátja és mentora maradt.

### Ifjúkor (1910–1922)

#### Koktebel, Volosin és az Efronnal kötött házasság

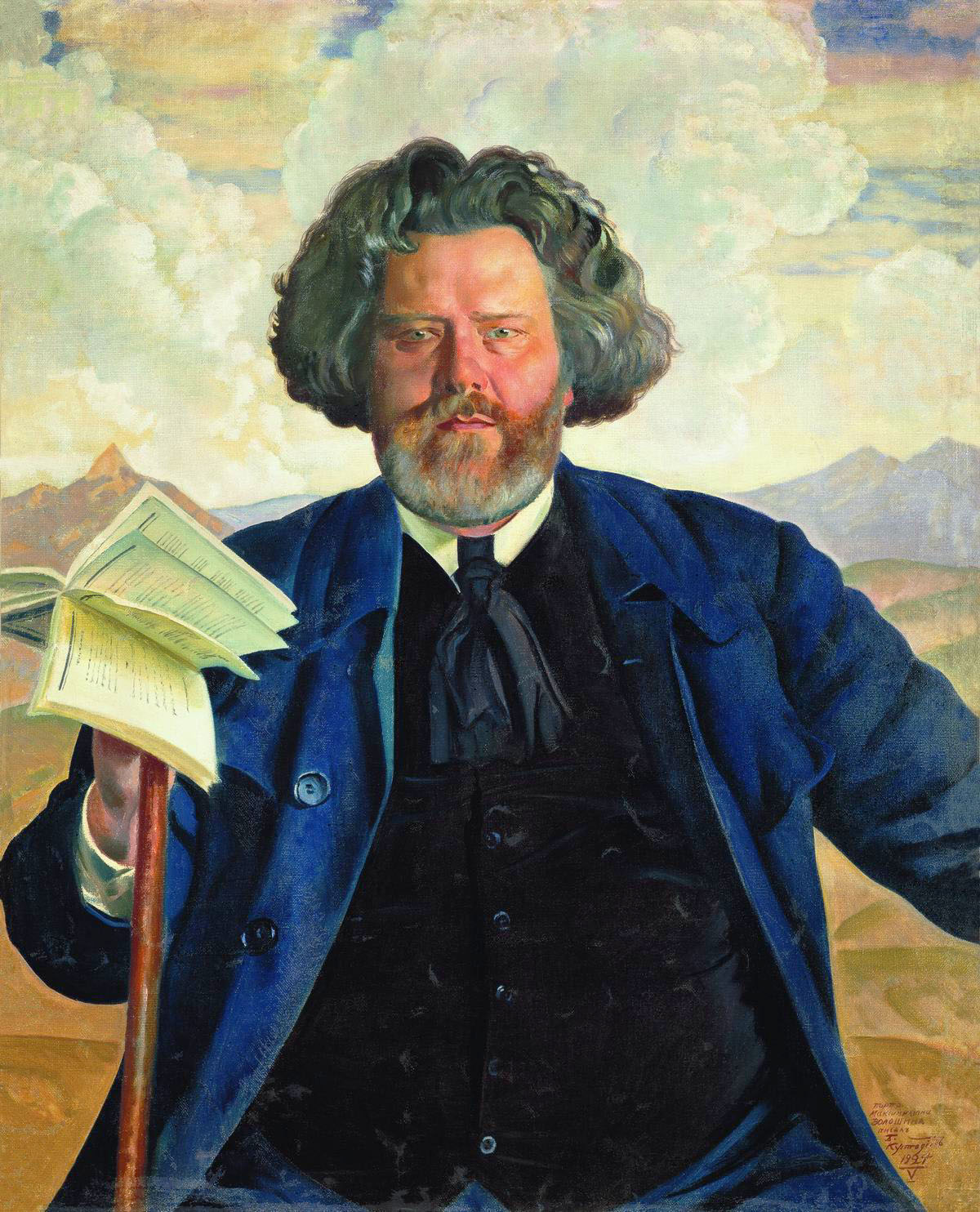
Makszimilian Volosin, Borisz Kusztogyijev festménye

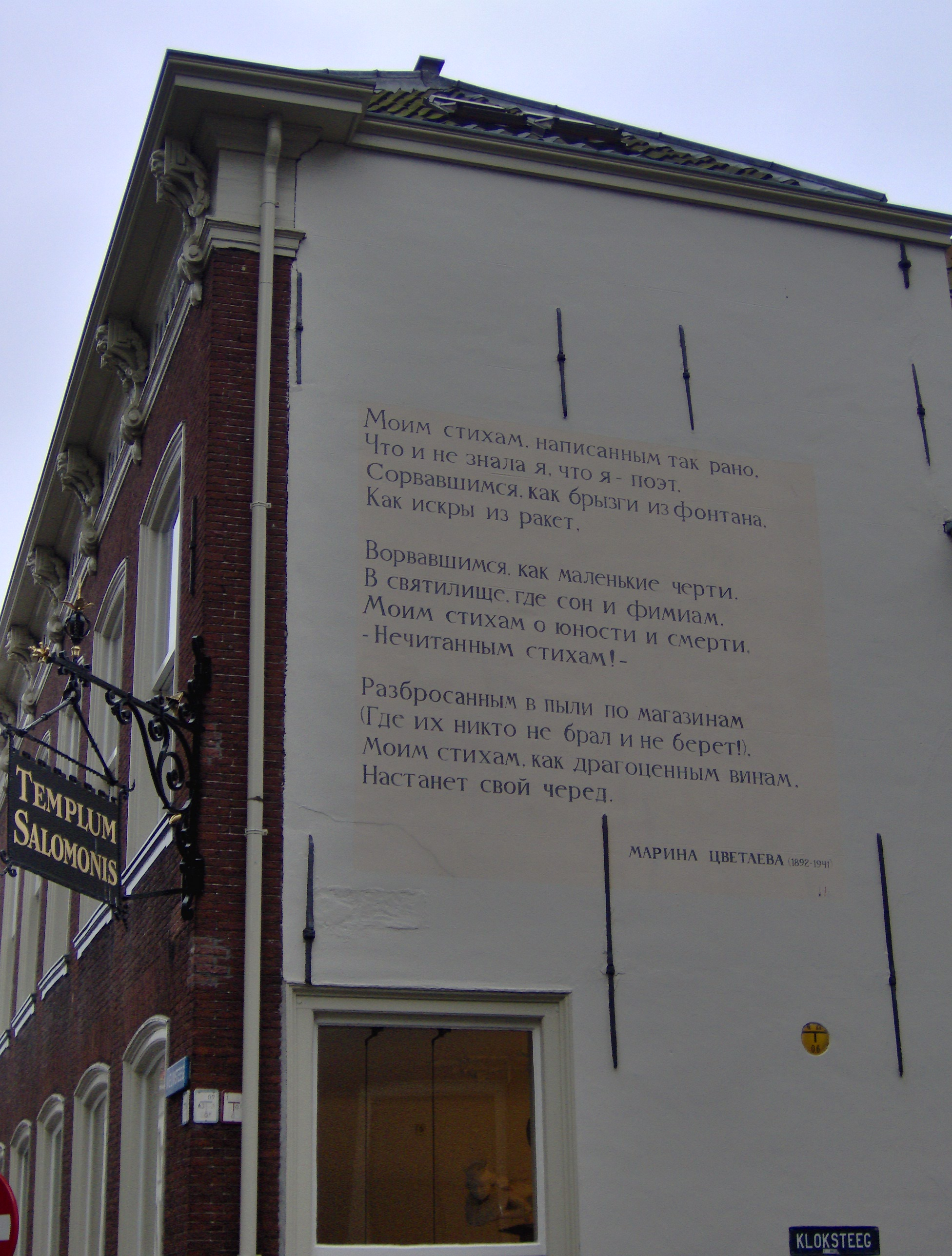
A Verseim, melyek oly korán születtek… kezdetű költemény cirill betűkkel a leideni falon

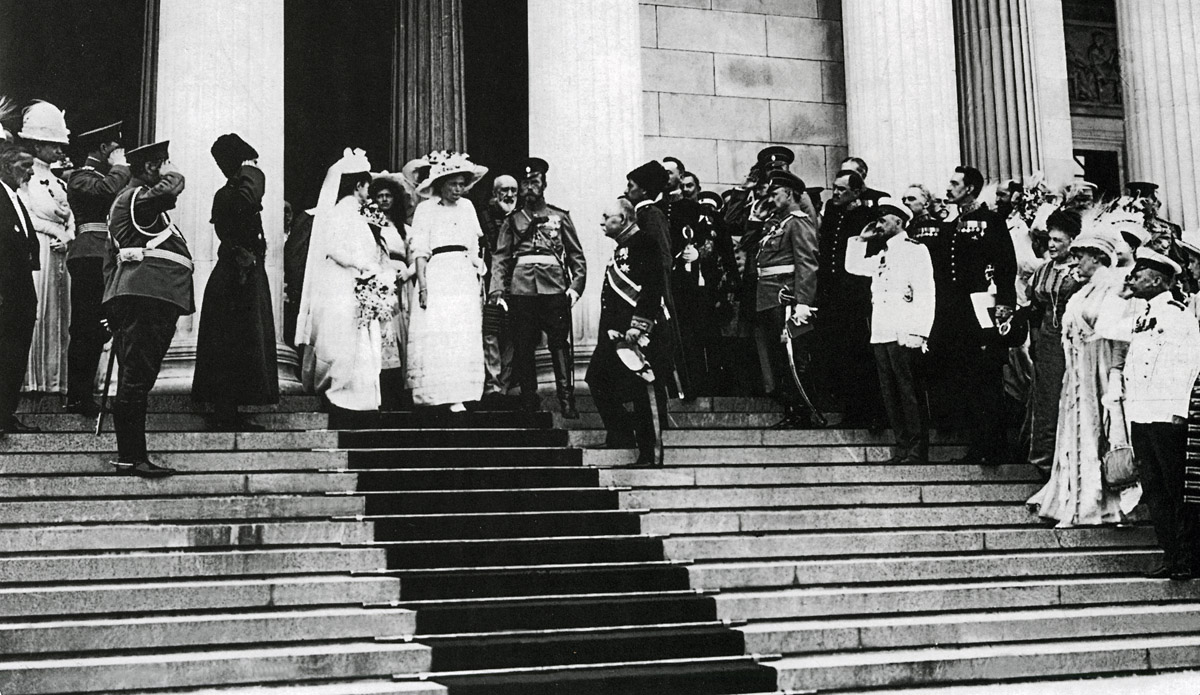
II. Miklós és (előtte, lejjebb a lépcsőn) Ivan Cvetajev a múzeum felavatásán

Marina 1910-től fogva gyakran lejárt Volosinék fekete-tengeri nyaralójába, Koktebelbe, ahol ismert írók, költők, képzőművészek gyülekeztek.
Volosin nemcsak korszerű külföldi költőket ajánlott figyelmébe (Baudelaire-t, Rimbaud-t), hanem a „muszagetisták” után tőle nyert igazán átfogó ismereteket az éppen virágzó orosz avantgárdról, a később „ezüstkornak” elkeresztelt mozgalomról. Itt ébredt tudatára, hogy a birodalom mindkét fővárosa büszkélkedhet eredeti tehetségekkel: Szentpétervár Merezskovszkij, Zinaida Gippiusz, Vjacseszlav Ivanov, Alekszandr Blok, Gumiljov, Anna Ahmatova hona, Moszkva többek között Andrej Belijt és Brjuszovot vallhatja magáénak. 
Cvetajeva (aki később büszkén fogja Moszkva költőjének tekinteni magát) tévedhetetlen értékítélettel különösen két „pétervári költő”, Blok és Ahmatova költészetébe szeretett bele. Blokkal soha életében nem találkozott (csak egy moszkvai felolvasásán vett részt 1920-ban), Ahmatovával is csupán egyszer, sokkal később, 1941 júniusában. Viktoria Schweitzer emigráns orosz irodalomtörténész ezekről a koktebeli évekről írja: „Itt született meg igazán Cvetajeva költői géniusza.” Marina Koktebelben kelt, 1913-as verse mintha csak a jövendőt, a sztálinizmus alatti elhallgattatását és elhallgatását s későbbi óriási népszerűségét vetítené előre:
Verseim, melyek oly korán születtek,

hogy azt se tudtam még: költő vagyok,

kitörtek, mint szökőkútszikra-cseppek,

rakétacsillagok,
álmokkal s illattal teli szobámba

betörtek, mint kis ördögök, vadul,

tavaszról szóltak s halálról – hiába,

elolvasatlanul,
boltok poros zugában szerteszórva,

hol köztük senki nem lapozgatott...

Verseimet megérleli egy óra,

mint ritka fajta bort.
Koktebelben, 1911-ben ismerkedett meg a gimnazista Szergej Jakovlevics Efronnal („Szerjozsával”), és 1912 januárjában már össze is házasodtak: Marina ekkor tizenkilenc, Szergej tizennyolc éves. (Ugyanebben az esztendőben nyílt meg hosszas előmunkálatok után apja életművének megkoronázásaként a Képzőművészeti Múzeum, az ünnepségen maga II. Miklós cár is részt vett.)
Ugyancsak 1912-ben, még szintén saját kiadásában jelent meg második verseskötete, a Csodalámpa (Volsebnij fonar). Felolvasott irodalmi esteken, részt vett verspályázatokon (az egyiket megosztva nyerte Vlagyiszlav Hodaszeviccsel). 1912-ben született első lánya, Ariadna (Álja). 1913-ban válogatáskötetet publikált Két könyvből (Iz dvuh knyig) címmel, amelynek előszavában meghirdette költői hitvallását:
|  | „Elmúlunk mindannyian. Ötven év, és egytől egyig a föld alatt leszünk! Az örök égboltra más arcok tekintenek fel, és én biztatni szeretnék mindenkit, aki még él. Írjatok, írjatok minél többet! Rögzítsetek minden pillanatot, minden rezdülést, minden sóhajt. S ne csak a mozdulatot, a kéz formáját is, ne csak a sóhajt, de az ajak rajzát is. Ne vessétek meg a külsőségeket... A szemetek színe, a redőnyötöké, a papírvágó késetek és a tapétáitok mintái, kedvenc gyűrűtök ékköve: ezekből lesz a teste lelketeknek, szegény lelketeknek, amely magányosan teng a hatalmas világban.” |
|  | – Troyat (2007), 60. |

1913-ban húgát, Anasztasziját otthagyta a férje, s a két nővér gyerekeivel a krími Feodoszijába ment nyaralni és felejteni. Marina többször is visszatért ide, több verse született ebben az üdülővároskában („Lennék gyengéd, zajos meg ádáz…”, „Kihunyt már Feodoszija…”). 1913-ban meghalt az apa, Ivan Cvetajev.

#### Világháború, polgárháború – Parnok és Mandelstam

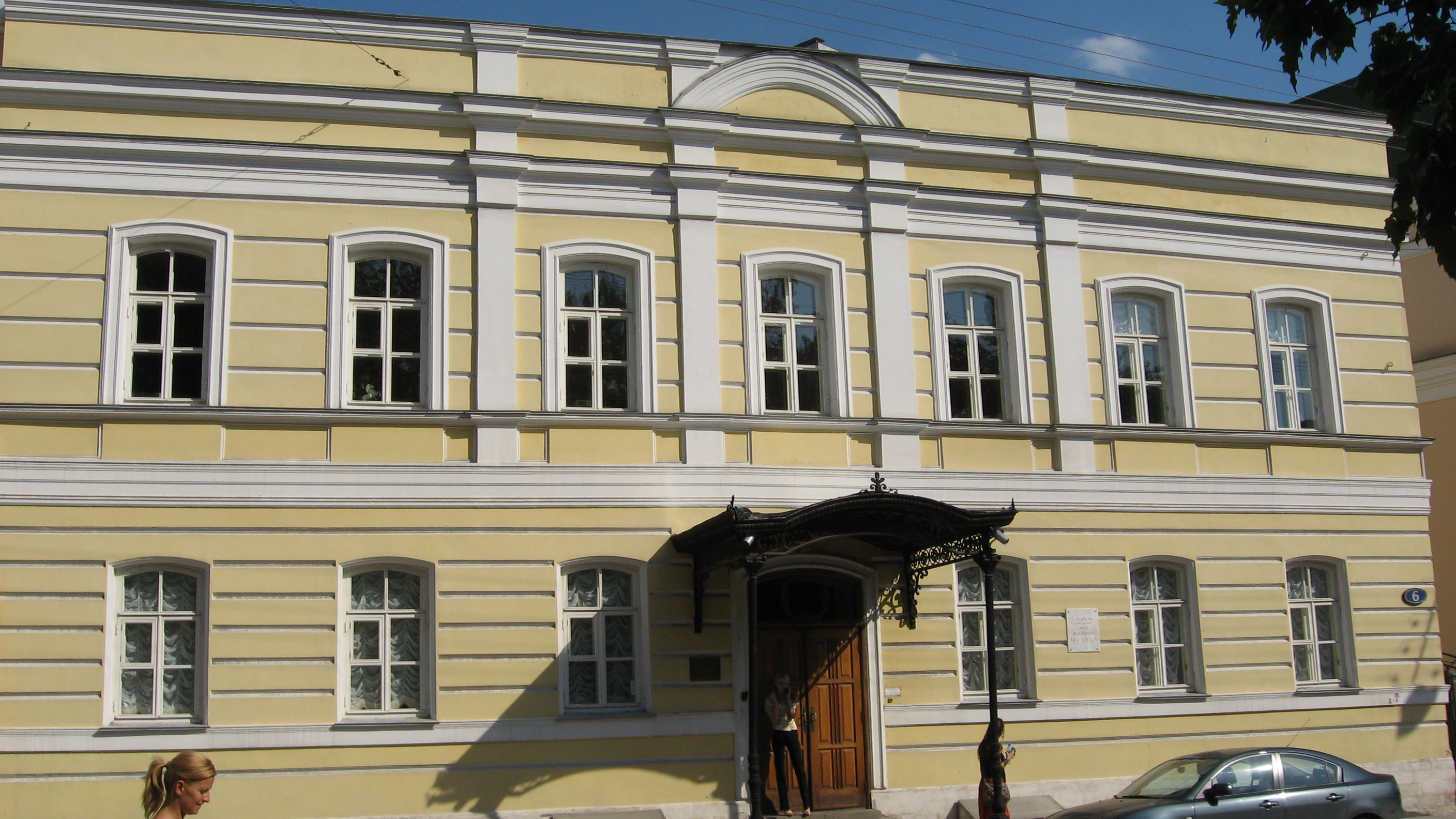
Boriszoglebszkij pereulok 6.: ebben a házban lakott Cvetajeva és Efron 1914-től 1922-ig, jobboldalt, az emeleten

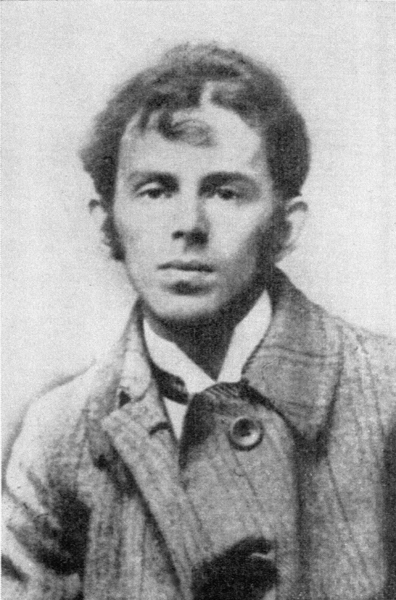
Oszip Mandelstam 1914-ben

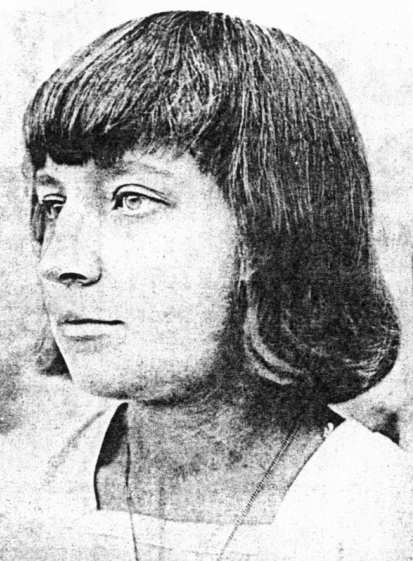
Marina 21 éves korában

1914-ben, az első világháború kirobbanása után mostohabátyja, Andrej a hatóság rendelkezésére bocsátotta a Trjohprudnij pereuloki házat (hadikórházzá alakították át, s nemsokára félig leégett), Marina és férje, a bölcsészkarra nemrég beiratkozott Szergej pedig a Boriszoglebszkij pereulok (Borisz és Gleb utca) 6.-ban vett ki lakást (ma a moszkvai Cvetajeva Múzeum működik itt).
Marina őszintén szerette férjét, de voltak viszonyai (plátóiak és valódiak is: ez a kettősség egész életét végigkísérte). 1914 őszén ismerkedett meg és kezdett bonyolult, ellentmondásos kapcsolatba a nála hét évvel idősebb Szofija Parnok költőnővel.
Huzamosabb ideig együtt is éltek. A viharos viszony mindkettőjük költészetére maradandó hatást tett, Marina részéről ezt A barátnő (Podruga) című versciklusa dokumentálja. (Ahogy karcsú ujjától koldulok / félálomban simogatást, / ahogy kicsúfol – fiú vagyok! –, / ahogy elbűvölöm magát.) Szergejt annyira kétségbe ejtette az eset, hogy gyengesége, nehézlégzése ellenére (náluk is családi örökség volt a tüdőbaj) 1915 februárjában ápolónak jelentkezett a frontra. Marina és Szofija 1915 végén Pétervárra utazott, ahol Szofija bevezette barátnőjét törzslapja, a Szevernije Zapiszki irodalmi körébe. Marina megismerkedett Remizovval, Jeszenyinnel, Mihail Kuzminnal (Ahmatova éppen nem volt a városban) – és legfőképp újra találkozott a koktebeli baráttal, Oszip Mandelstammal.
Költői és emberi vonzódásukat nemigen tudták szétválasztani, Szofija ezt azonnal megérezte, s viharos körülmények között szakítottak. Marina 1916-ban most már kétgyerekes húgához ment Alekszandrov mezővárosba, ahol Mandelstam ismét felkereste. Az itt töltött napokat felidézve Mandelstam utóbb így írt Marinához:
A nap aranyzománca rajtad.

Ikon előtt imádkozol.

Moszkvában még oly büszke ajkad

most mennyi csókot tékozol!
Egy név kísér, az még miénk lesz,

sokáig zeng, velünk marad,

Ujjaim közt maroknyi fényes

homokot szűrök át – fogadd.
Az érzelmi zűrzavarok ellenére a „poshadt levegőjű” Alekszandrov (Mandelstam szava) addigi legnagyobb költői lendületét adta meg Cvetajevának: itt kezdett bele két nagy versciklusába (Versek Blokhoz [Sztyihi k Bloku], Ahmatovának [Ahmatovoj]), itt írta meg a Versek Moszkváról (Sztyihi o Moszkve) ciklus nagyszerű darabját, az „Eljő a nap…” kezdetű negyediket, melynek utolsó szakasza így szól:
Moszkva utcáin hintón vonulok,

s ti botorkáltok utánam – gyalog.

Útközben meg-megálltok, elmaradtok,

és koporsómra zuhognak a hantok,

és akkor végre álmodnom szabad

magamba zárt, magányos álmomat.

S elnyugszik, többé semmit sem kivánva,

Marina, Isten szolgálóleánya.
1917-ben megszületett második lánya, Irina. Szergej Efron ekkor már Moszkvában állomásozott az 56. tartalékos gyalogezred zászlósaként. Marina első kézből tapasztalta meg a forradalmat, Moszkvában is, meg vonatutakon Koktebel és Moszkva között. Megdöbbentette az egyszerű emberek hirtelen, haragos és erőszakos indulata. Naplójába ezt jegyezte fel férjének november 2-án (három napig tartott kényszerű megállásokkal a vonatút Koktebelből):
|  | „A fülke levegőjében három baltaszerű szó lóg fenyegetően: burzsujok, junkerek, piócák… Próbálok aludni. Nem tudom, hogyan írjak Magának… És legfőképp, legfőképp, legfőképp – Maga, Maga, a Maga önpusztító hajlamával. Meg tud-e ülni otthon? Ha mindenki nyugton marad, Maga akkor is elmegy. Mert Maga jellem. Mert Maga nem bírja elviselni, hogy másokat ölnek. Mert Maga oroszlán, aki odaadja az oroszlánrészt: az életet – mindenkinek, nyúlnak, rókának. Mert Maga önzetlen, az önfenntartást megveti, mert a Maga számára az »én« nem fontos, mert én mindezt az első órától fogva tudom…! Ha Isten megteszi ezt a csodát – ha életben hagyja, én mindenüvé követni fogom Magát, mint egy kiskutya.” |
|  | – Gy. Horváth (1992), 1362. |

A februári forradalom után Efron, nehogy újból a frontra küldjék, jelentkezett a moszkvai katonai akadémiára (és időnként helyőrségi szolgálatot is ellátott), októbert követően azonban csatlakozott a Fehér Gárdához, és Marina öt évig nem látta viszont. Moszkvában ez idő alatt éhínség, járvány tombolt.
Marina eközben rendíthetetlenül dolgozott, verses drámákat, elbeszélő költeményeket írt: Jegoruska, A cárleány (Car-gyevica), Piros paripán (Na krasznom konye). Ekkoriban, 1917-ben kezdett bele Hattyúk tábora (Lebegyinij sztan) című versciklusába, amely a vörösök ellen harcoló férjét és a „fehér hadat” ünnepli. Első darabja II. Miklós lemondásának napján, 1917. március 2-án született ugyan, de nagy része 1918–1920-ban, az utolsó pedig 1923-ban. Többet felolvasott belőlük Moszkvában költői esteken (általános megdöbbenést keltve hebehurgya bátorságával), néhányat utóbb publikált emigráns újságokban, de a teljes mű csak halála után, 1957-ben jelenhetett meg Münchenben, Oroszországban pedig csupán 1990-et követően.
A polgárháború alatti nélkülözés nagyon megviselte Cvetajevát. Az állandó aggodalmaktól és éhezéstől észrevehetően megcsúnyult. Mivel közeli rokonokra nem számíthatott, 1919-ben kétéves kislányát, Irinát árvaházba adta, úgy gondolva, hogy ott jobban tudják majd táplálni. Tévedett, a kislány 1920-ban a szó szoros értelmében éhen pusztult. Cvetajeva összeomlott. „Isten büntetése ez” – írta egyik levelében.
Ugyancsak ezekben az években kötött és tartott fenn szoros barátságot Szofja Jevgenyevna Gollidej színésznővel, akinek több rövid darabot is írt. Jóval később, 1937-ben esszéisztikus prózai művet (Szonyecska története, Poveszty o Szonyecske) szentelt ennek a végén ugyancsak megkeseredett leszbikus kapcsolatnak.
1918–19-ben fél évig dolgozott a Nemzetiségi Népbiztosságon, az állást társbérlője, Dzerzsinszkij asszisztense, a lengyel származású Henryk Sachs szerezte neki, aki nagyra becsülte költészetét és független egyéniségét. (Ugyancsak Sachs közbenjárására engedte szabadon a Cseka a 85 éves Ilovajszkij mostohanagypapát, aki vallatóinak arra a kérdésére, hogyan viszonyul Leninhez és Trockijhoz, azt felelte, hogy sohasem hallott még ezekről az urakról.)
1918 szeptembere és 1920 decembere között Cvetajeva egy füzetbe tisztázta 27, a későbbi kiadásokban ciklusba nem sorolt versét, egy bizonyos „N. N. V.”-nek ajánlva őket. Számos múzsája, ihletője közül az „N. N. V.”-vel való kapcsolatáról tudunk a legkevesebbet. Nyikolaj Nyikolajevics Viseszlavcev (1890–1952) grafikusként híres művészekről készített portrékat, több kiadónak tervezett és illusztrált könyveket. Marina neki szóló, ismertebb versei: „Az úton a házad mellett nem megyek el…”, „Csak nézel, szót se vetve már…”, „Azt hitted, mindennapi aljasság volt…”
1920 novemberében a Vörös Hadsereg áttörte a fehérek utolsó védvonalát a Perekop-szorosnál, és elözönlötte a Krímet. Az életben maradt fehérek hajókon menekültek Konstantinápoly felé. Cvetajeva nem tudhatta, ott volt-e a férje, életben maradt-e, de azonnal megírta búcsúztatóját, ritka daktilikus versei egyikét:
Kérdezem áradatát ama bővizü Donnak,

kérdezem én, hol a tengere reng a töröknek,

harcukon egyre nekik ragyogó napot, égőt,

hegycsucsokat, hol elalszik a varju, belakva.
Mondja a Don: – Soha még veres orca ilyen sok!

Mondja a tenger: – A könnyeim árja se volna elég itt!

Búvik a nap tenyerébe, de károg a varjú:

– Csontra fakóbbra se less, noha századot élj meg!
Röpdösök, árva darú, a kozák sztanyicákon:

sírnak! – Az út pora elvezet arra, ha kérdem!

Integet árvaleányhaj, a díszei ingnak.

Ó, vörösül, vörösül Perekópon a som már!
1921-ben és 1922-ben még sikerült Moszkvában megjelentetnie két újabb kötetét, Verszták (Vjorszti) és Verszták, I. címmel.
1921 júliusában Borisz Paszternak (akit addig csak irodalmi esteken látott) személyesen hozta a hírt: Ehrenburgtól tudja, hogy Szergej Efron él, Prágában lakik. Az egyre tomboló vörösterror közepette (augusztus 24-én főbe lőtték Gumiljovot, Ahmatova volt férjét) Cvetajeva mindent megtett, hogy kivándorló-útlevelet szerezzen magának és kislányának. 1922. május 11-én végre útnak indulhattak, és 15-én megérkeztek Berlinbe. Tizenhét esztendeig nem fogják viszontlátni hazájukat.

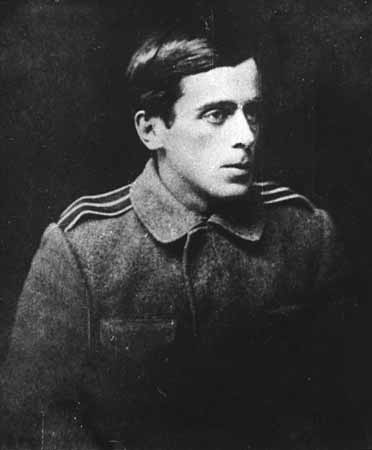
Szergej Efron egyenruhában
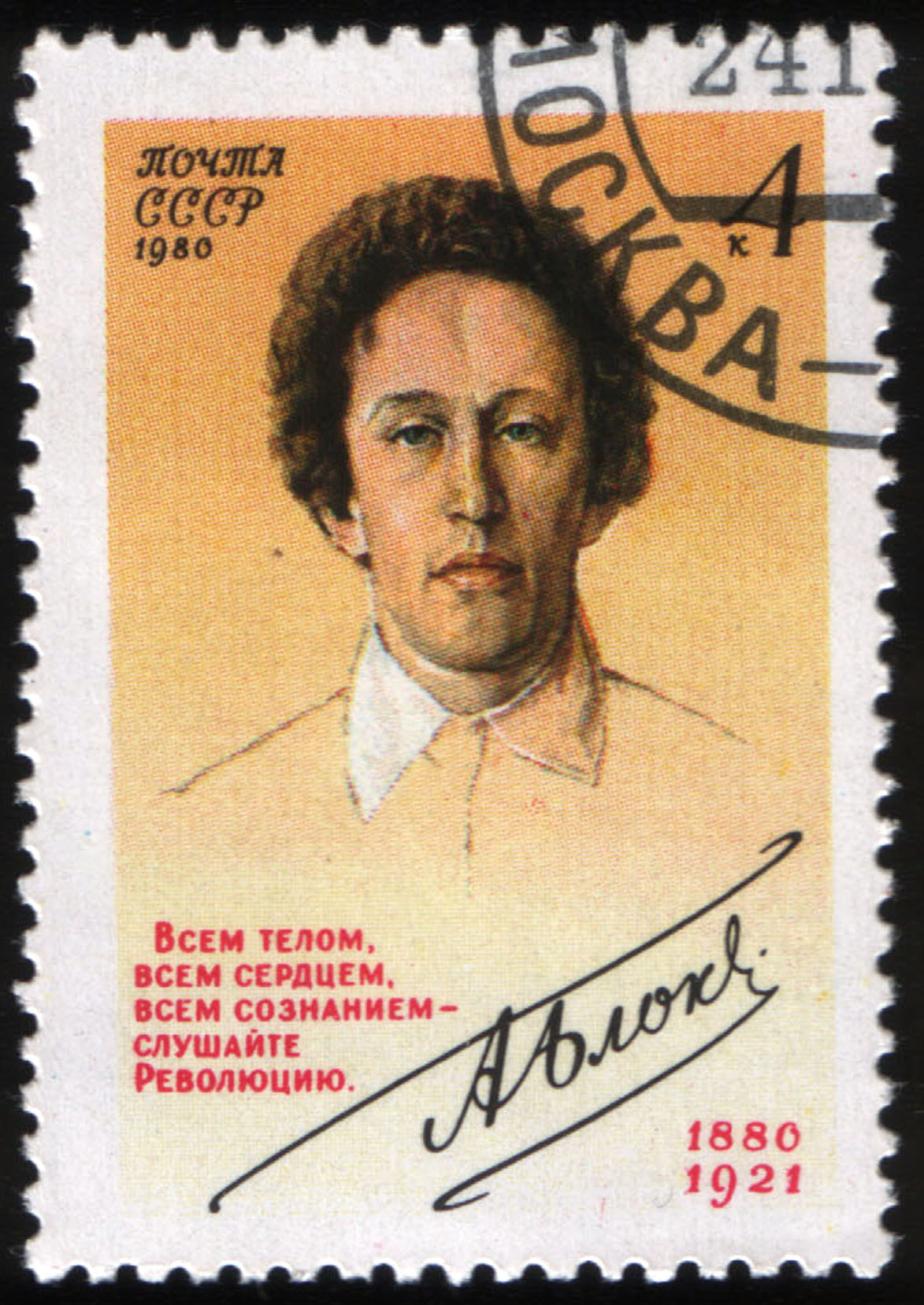
Blok szovjet postabélyegen
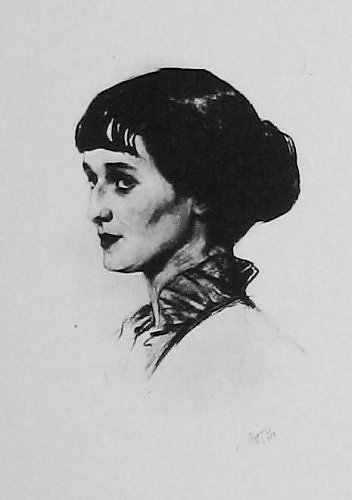
Ahmatova 1914-ben

### Önkéntes száműzetés (1922–1939)

#### Berlin és Prága – Paszternak, Rodzevics
Marina és a tízéves Ariadna Berlinben öt év távollét után végre találkozhatott a fehér seregek széthullása után kalandos úton, Konstantinápolyon keresztül Prágába került férjjel és apával, Szergej Efronnal. Berlinben annyi orosz emigráns verődött össze, hogy kiszolgálásukra több kiadó, nyomda és újság is létesült. Cvetajeva hamarosan megjelentette A válás (Razluka), a Versek Blokhoz című köteteit és A cárleányt. A frissiben Berlinbe érkező Belij dicsérte A válást, ugyancsak elismerően méltatta egy fiatal prágai orosz lapszerkesztő, Mark Szlonyim is. Paszternak levélben tette ugyanezt, s amikor válaszában Marina bevallotta, nemigen ismeri munkásságát, Paszternak elküldte neki új kötetét, a Nővérem, az életet (Szesztra moja – zsizny). Marina döbbenten ébredt rá, hogy Blok és Ahmatova után újabb költői géniuszra talált, akivel ápolni kell az ismeretséget.
Augusztusban a család átköltözött Prágába, ahol szintén nagy orosz emigránsközösség élt, és ahol Szergej már beiratkozott hallgató volt, a Károly Egyetemen (filozófiát tanult). Egy Prága melletti falucskában, Mokropsyban találtak olcsó szállást. A korabeli cseh pánszláv atmoszféra jellemzőjeként orosz írók állami ösztöndíjban részesültek, de magánszervezetek is szorgalmazták a csehszlovák és orosz értelmiség közeledését: az egyiknek, a Jednotának a vezetője, a szentpétervári származású cseh írónő és műfordító Anna Tesková életre szóló barátságot kötött Cvetajevával.
Mark Szlonyim, a prágai Volja Rosszii szerkesztője bevezette az ottani irodalmi körökbe, és közölte Fák (Gyerevja) című, Teskovának ajánlott versciklusát. 1923-ban Marina, amikor döbbenten értesült róla, hogy a korábban Berlinbe érkezett Paszternak nem akar emigrálni, visszatér a Szovjetunióba, két versciklusát is neki szentelte: Huzalok (Provoda), A költők (Poeti).
Új kötete, A mesterség (Remeszlo), amely 1923-ban Berlinben jelent meg, viharos sikert aratott, Vera Lurje így írt róla: „Cvetajevában minden, csaknem férfias merészsége, nyersesége mellett is van valami végtelen nőiesség. Áldozatkészsége, hősi elszántsága színtisztán a nőé… Milyen sápadt Anna Ahmatova nőiessége Cvetajeva szerelmi lázához képest!”
A „szerelmi láz” ebben az időszakban Szergej egyik egyetemi társa, a szintén volt fehérgárdista Konsztantyin Rodzevics iránt égett Marinában. Emigránskörökben hamar híre terjedt kapcsolatuknak, Szergejt nagyon megviselte a dolog (mint Volosinnak írt levelében beszámol róla). Ez a viszony is botrányok közepette ért véget, s szinte bizonyosan ez ihlette A vég költeménye (Poema konca) és A hegy költeménye (Poema gori) című poémákat.
1924 nyarán a Cvetajeva–Efron család egy másik csehországi faluba, a Prága peremén levő Všenoryba költözött, itt született 1925. február 1-jén a fiuk, Georgij, Marina adta becenevén „Mur”. (Marina, nyilván Paszternak után, Borisznak szerette volna keresztelni, de Szergej hallani sem akart erről.) Nehezen kezelhető, örökké követelőző gyermekké nőtt, később sok gondot okozott anyjának, Marina azonban a rajongásig szerette. Ariadna háttérbe szorult mellette, s anyja háztartásbeli segédjeként és bizalmasaként nem sok felhőtlen örömet lelhetett gyermekkorában.
Olga Csernova, az eszer párt teoretikusának, Viktor Csernovnak a volt felesége, Mur keresztanyja felajánlotta Cvetajevának, hogy a megszaporodott család anyagi gondjai elől költözzenek Párizsba – átmenetileg befogadja őket ottani lakásába. Szlonyim vízumot szerzett nekik, s a család (egyelőre az egyetemista férj nélkül) 1925. október 31-én ismét vonatra ült.

#### Párizs, Franciaország

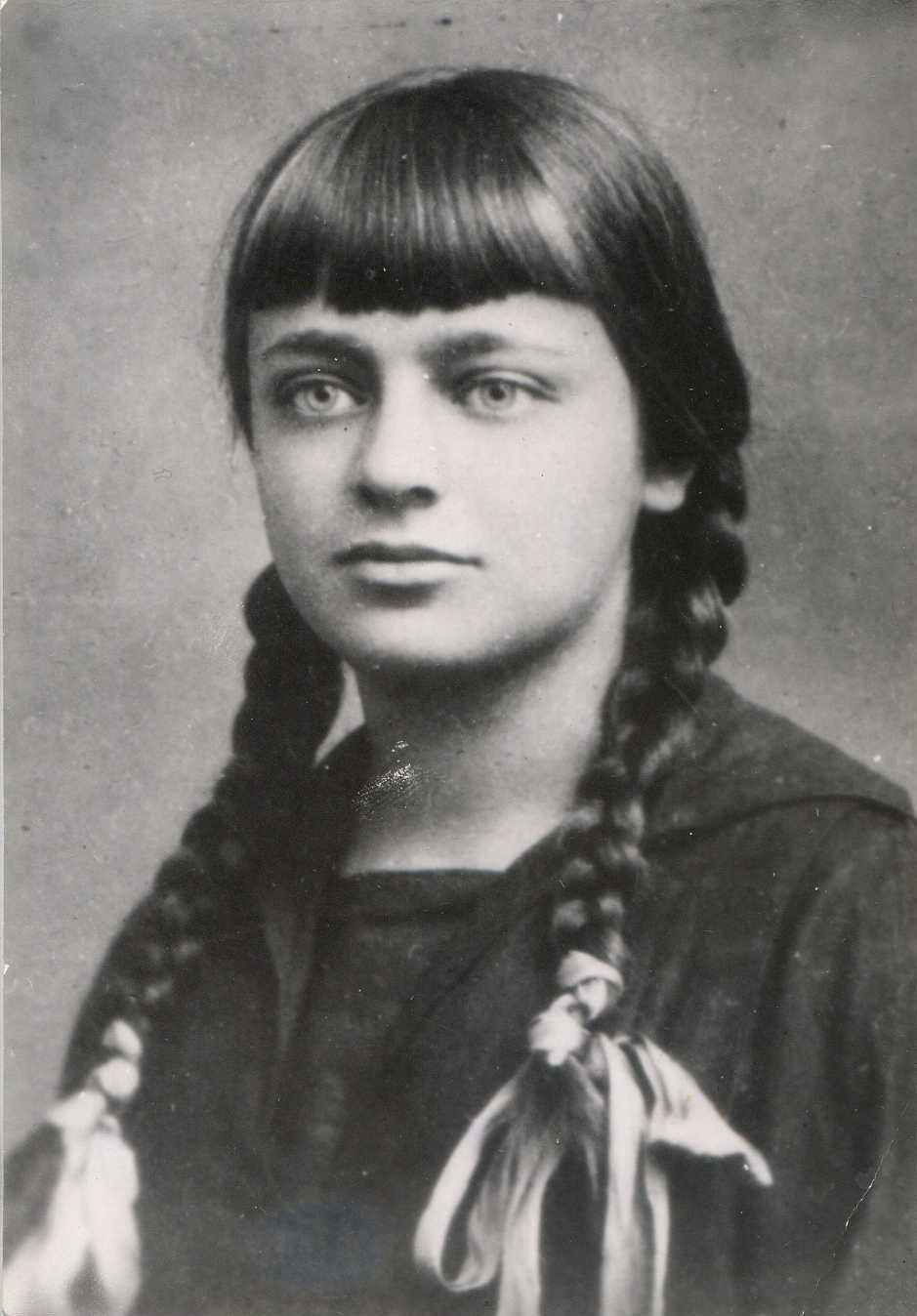
Lánya, Ariadna (Álja) 1926-ban

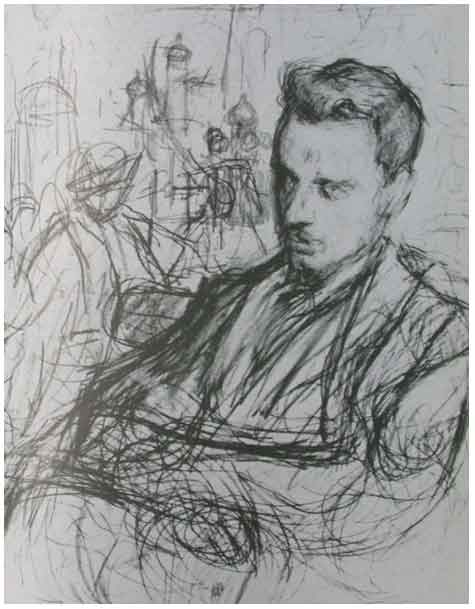
Leonyid Paszternak rajza Rilkéről

1925-től részben-egészben Franciaországban is maradtak 1937–39-ig. Először Csernova párizsi, XIX. kerületi lakásában kaptak hárman egy szobát. Marina decemberben már panaszkodott is Teskovának: „Öt hete vagyok Párizsban, de még a Notre-Dame-ot sem láttam… egyetlen verset sem írtam… A környék borzalmas, mint egy naturalista regény.” Azután felvette a kapcsolatot az emigránskörökkel: értelmiségiek, volt fehér tisztek autógyárakban, taxisofőrként, éttermi mosogatóként dolgozva tengették életüket, de foggal-körömmel ragaszkodtak identitásukhoz, őrizték szülőföldjük kultúráját, többnyire csak egymással érintkeztek, orosz emigránsújságokat olvastak…
Napirenden voltak a civakodások, és ezt a megosztottságot újságaik is tükrözték. Pavel Miljukov, a kadet párt hajdani vezetője a Poszlednyije Novosztyit szerkesztette; Bunyin és Smeljov a Vozrozsgyenyije körül bábáskodtak; Sesztov, Gippiusz és Bergyajev a Szovremennije Zapiszkiban publikáltak. Ebbe az utóbbiba szánta írásait Cvetajeva is, akit azonban mihamar támadás ért, először csak esztétikai téren, a befolyásos Georgij Adamovics részéről: Ahmatova és Mandelstam csodálójaként kárhoztatta Cvetajeva „brutális”, diszharmonikus stílusát, amit persze Marina sem hagyott szó nélkül. Nagy sikert aratott viszont egy felolvasáson a Hattyúk tábora darabjaival.
Hamarosan megérkezett Szergej Efron is, aki a párizsi emigránsok „eurázsiai” köréhez csapódott, a „pánszláv keleti mozgalomhoz”, amely elutasította a nyugati kultúrát. Az irányzat élén a Londonban a King’s College szláv intézetét vezető Dmitrij Szvjatopolk-Mirszkij herceg állt, aki két hétre meghívta oda Marinát. Itt ismerkedett meg Marina a fiatal Dmitrij Sahovszkoj herceggel, a későbbi San Franciscó-i pravoszláv érsekkel, aki folyóiratában, a Blagonamerennijben leközölte Cvetajeva fontos esszéjét „A költő a kritikusról” címmel, amelyben elítéli a hagyományba dermedt irodalmárokat, és persze ezzel is felháborodást váltott ki. A család kiköltözött Csernovától egy nagyobb faluba, Saint-Gilles-Croix-de-Vie-be.
1926 nyarán Marina érzelmektől fűtött, költői levelezésbe kezdett Paszternakkal és Rilkével – utóbbi felfigyelt Paszternak műveire (jól tudott oroszul), Paszternak pedig Cvetajeva költészetére hívta fel Rilke figyelmét.
Rilke ekkor már nagybeteg volt, a svájci Valmont-ban kezelték tüdőbaját, és levelezésük az ő decemberi halálával szakadt meg. Cvetajeváék az év végén továbbköltöztek Meudon városkába, ahol Bergyajev szomszédai lettek.
1928-ban baráti köre anyagi hozzájárulásával megjelentette élete utolsó kötetét, az Oroszország utánt (Poszle Rosszii). A kritika fanyalogva fogadta. Még 1927 szeptemberében, az Olaszországban élő Gorkijtól hazatérőben meglátogatta a húga, Anasztaszija. Ez a viszontlátás a hosszú távollét után, Szergej, a férj egyre erősebb balra tolódása, Paszternak és Ászja próbálkozása, hogy hazahívják őt, még inkább megrendítette a nélkülözéssel, kiközösítéssel, családi betegségekkel küszködő költőnőt. Poémát írt volna a Perekopról, de Szergej visszavette kölcsönkért naplófüzeteit, mondván, senkit sem érdekel ez már. 1928 novemberében Majakovszkij Párizsba érkezett, és felolvasott egy irodalmi esten. Marina lelkes méltatást közölt róla, amivel még inkább magára haragította az emigránsokat.
1929-ben megismerkedett az emigráns festőnővel, Natalja Goncsarovával, aki nem mellesleg Puskin feleségének leszármazottja volt. Szép esszét írt Goncsarova művészetéről, aki egy ideig rajzórákat adott Cvetajeva lányának, a később igen tehetséges grafikusnak bizonyuló Ariadnának.
1930-ban Marina versciklust szentelt az akkor elhunyt Majakovszkijnak, amivel ismét felbőszítette a franciaországi orosz közösséget. 1931-ben versciklusba kezdett imádott Puskinjáról, példaképéről, úgy tervezve, hogy a nagy költő 1937-es centenáriumára közli majd a Szovremennije Zapiszkiben, de a lap csak egy-két darabot publikált belőle – amint azt Cvetajeva 1937 januárjában előre meg is jósolta cseh barátnőjének, Teskovának küldött levelében: „Rettentően hevesek, rettentően szabadok, semmi sincs bennük a kanonizált Puskinból… Nem kétlem, hogy a Zapiszki nem meri majd elfogadni őket… Belülről forradalmiak, úgy, ahogy arról nem is álmodtak volna ott, Oroszországban.”
1935-ben bizarr körülmények között újból találkozott Borisz Paszternakkal, akit maga Sztálin delegált az antifasiszta írók párizsi kongresszusára. Paszternak gépiesen viselkedett, korábbi meghittségükből semmit sem mutatva, majd kibökte: „Nem mertem nemet mondani, Sztálin titkárától jött a meghívó. Megijedtem.” Ezzel a találkozóval kapcsolatban terjedt el az a legenda, hogy Paszternak azt is mondta volna Cvetajevának: „Marina, ne gyere haza! Moszkvában hideg van. Huzat mindenütt.” (Troyat is belevette életrajzába.) Cvetajeva leveleiben és naplóiban azonban erre semmi bizonyíték nincs.

#### Férje kémügye
Szergej Efron, aki egy ideig lapkiadással próbálkozott, hamarosan tagja, sőt egyik szervezője lett a szovjet propagandagépezet által szponzorált Hazatérés Szövetségének (Szojuz vozvrascsenyija na rogyinu), amely az emigráció „fellazítását” célozta. Ebben minden bizonnyal szerepet játszott őszinte hazaszeretete, amely annak idején a Fehér Gárdába vitte – most talán attól félhetett, múltját nehezen fogják megbocsátani, ezért vált az NKVD ügynökévé. Leánya, Ariadna (Álja), noha nem biztos, hogy apja konkrét ténykedéseiről tudott, osztozott érzelmeiben és politikai nézeteiben, s egyre inkább anyja ellen fordult. A lány végül 1937 márciusában, huszonöt évesen, a családot otthagyva hazatért Moszkvába.
Apja még ugyanabban az évben követte. A francia rendőrség letartóztatni készült őt azzal a váddal, hogy 1937. szeptember 5-én részt vett a Moszkva zsoldjában álló, de Sztálin haragját kiváltó lengyel származású orosz kém, Ignatyij Rejssz Lausanne környéki meggyilkolásában. Efron elmenekült, s még 1937 végén Moszkvában bukkant fel. A francia rendőrség október 22-én kihallgatta Cvetajevát, aki zavarodottságában – semmit sem értve – kijelentette, hogy ő költő, és francia fordításban szavalni kezdte a verseit. A rendőrök őrültnek hitték, és arra következtettek, hogy mit sem tud a gyilkosságról, ami bizonyára igaz is volt. (Utóbb feltételezések kaptak lábra arról, hogy Szergej Efron Trockij fiának meggyilkolásában is részt vett 1936-ban.) Nem sokkal ezután – mintegy előrevetítve a közeljövőt – Marina azt mondta Mark Szlonyimnak: „A halált kívántam, de Murért élnem kell. Sem Áljának, sem Szergejnek nem lehetek már hasznára.”
Ezek után a párizsi orosz emigráció végképp kiközösítette Cvetajevát. Mivel a család egyik fele már amúgy is a Szovjetunióban volt, szeretett Csehországát és Európát a náci Németország háborúja fenyegette, úgy érezte, nincs más választása: neki is haza kell térnie Moszkvába. 1938–39-ben még Párizsban megírta Versek Csehországhoz (Sztyihi k Csehii) című, megrendítő ciklusát, amelynek 8., záró darabját egyesek szintén az öngyilkossághoz vezető út első stációjának tekintik:
Ó, hegy feketeség,

sötétség mindenütt!

Elég, elég, elég!

Isten, jegyem begyűjtsd!

### Ismét orosz földön (1939–1941)

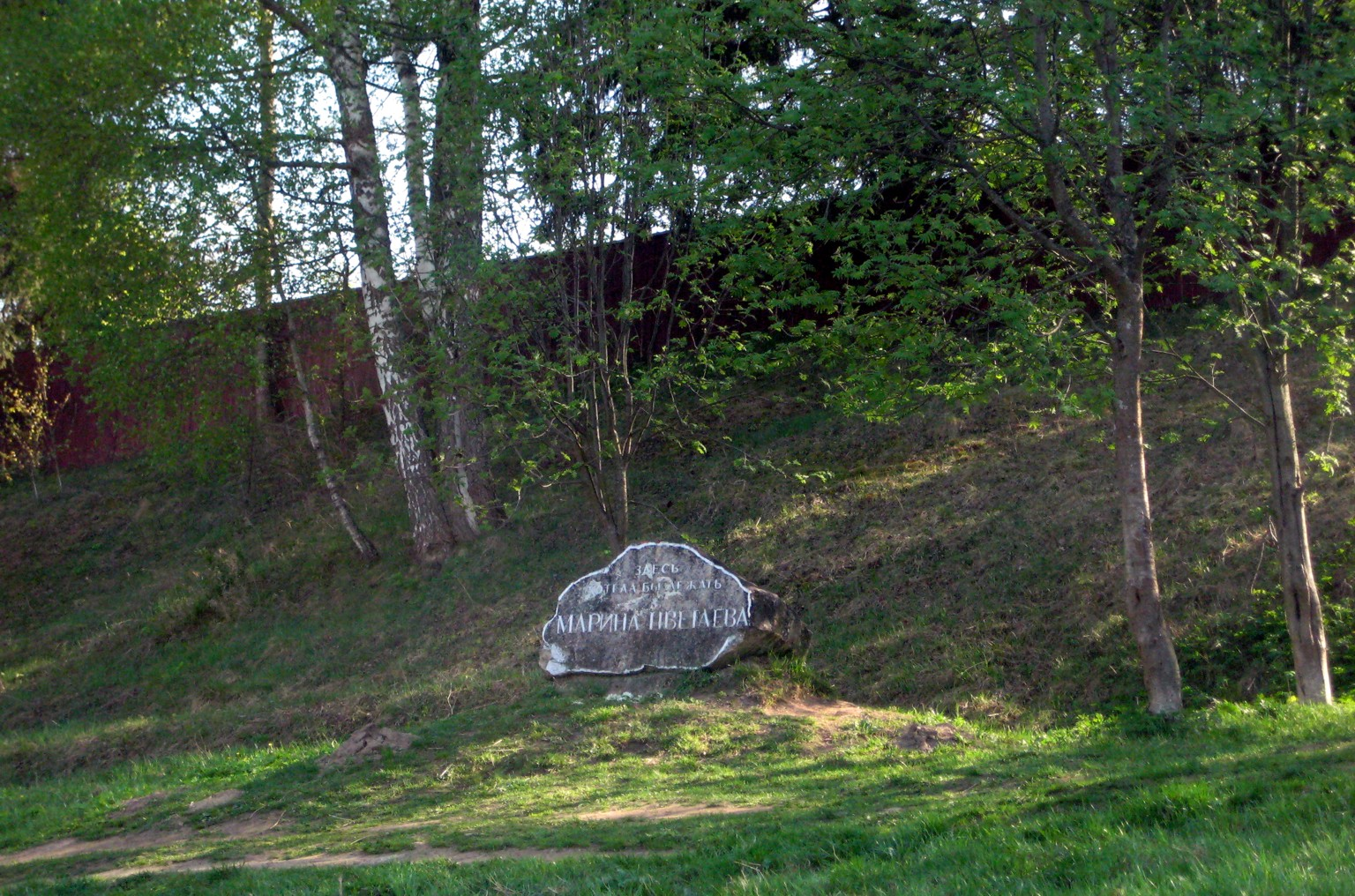
Ahol nyugodni szeretett volna: Taruszában, az Oka magas partján

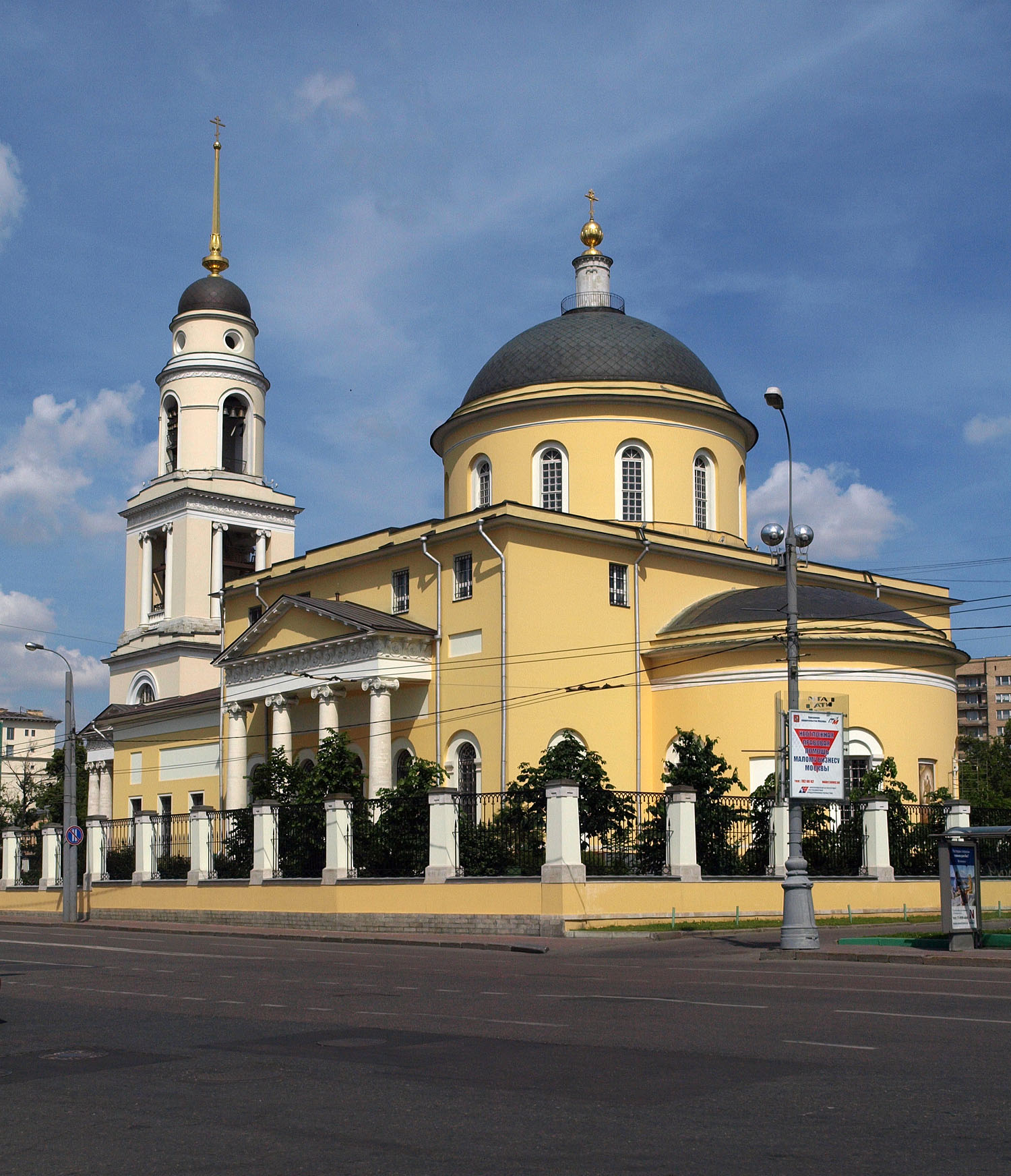
Az Urunk Mennybemenetele-székesegyház a moszkvai Nyikitszkije Vorota téren, itt tartottak emlékező gyászistentiszteletet Marina Cvetajeváért

Két évvel a többiek (Szergej és Ariadna) hazatértét követően, tizenhét évi távollét után tizennégy éves fiával, Murral 1939 júniusában érkezett meg Cvetajeva ismét a városba, Moszkvába, melynek már régen költőjévé szegődött. Sejtelme sem lehetett róla, milyen borzalmak várnak rá. A sztálini Szovjetunióban mindenki gyanúsnak számított, aki élt külföldön, és aki a forradalom előtti értelmiséghez tartozott. Marina húgát még az ő hazaérkezése előtt letartóztatták: Anasztaszija jóval túlélte ugyan Sztálint, de a két nővér soha többé nem láthatta egymást. Marinának rá kellett döbbennie, hogy minden ajtó bezárult előtte. Versfordítói megbízatásokat kaphatott, a „hivatalos” szovjet írótársadalom azonban tudomást sem vett róla, esze ágában sem volt segíteni rajta. Nyikolaj Aszejev, akiben reménykedett, kevéssé volt befolyásos, és ő is féltette a megélhetését.
Alig két hónappal Marina visszatérése után (az újraegyesült család Bolsevóban, egy Moszkva melletti faluban lakott, itt utalt ki Szergejnek, a férjnek egy fél dácsát az NKVD), augusztus 27-én az állambiztonság letartóztatta a lányát, Álját is – mint utóbb kiderült, már otthon szerzett vőlegénye valójában besúgó volt, akit a család megfigyelésére „telepítettek” rájuk. (Álja 1947-ben szabadult Vorkutáról, 1949-ben újra letartóztatták, és száműzték a Jenyiszej menti Turuhanszkba. Negyvenhárom évesen, betegen érte a felmentés „bűncselekmény hiányában”, 1955-ben.) Szergej Efront október 10-én fogták le, majd kétévi fogság után, 1941. október 16-án főbe lőtték. (Az 1990-es évek levéltári kutatása felfedte, hogy a kétévi kínzás ellenére – a sztálini tisztogatások történetében szinte páratlan módon – senkit sem vádolt hamisan, magáról sem ismert be semmiféle koholmányt, csakis az igazat.)
Anya és fia körülményei egyre elviselhetetlenebbek lettek, hol volt szállásuk, hol csak egy rokon előszobájában húzhatták meg magukat. A magára maradt, kétségbeesett, negyvennyolc éves asszony ismét reménytelen szerelembe menekült volna: egy Jevgenyij B. Tager (1908–1984) nevű fiatal irodalomtörténész környékezte meg, kéziratot kért tőle a gyűjteményébe. Cvetajeva utolsó nagy versei némelyikét hozzá írta („Elment – maradtam éhen…”, „Elég! Öreg vagy, bárha ég…”). A Goszlitizdat kiadó megígérte, hogy válogatott kötetet jelentet meg tőle, ha összeállítja, ám 1941 januárjában ezt is visszadobták azzal, hogy „formalista”, „költészete inhumánus, hiányzik belőle az őszinte emberi tartalom”.
1941 júniusában közös barátaik megszervezték, hogy a két sokat szenvedett nő, az orosz költészet két nagyasszonya, Cvetajeva és Ahmatova végre találkozhassanak. Kölcsönösen nagyra becsülték egymást: Cvetajeva tizenkét versből álló ciklust írt akkori példaképének 1916-ban, és Ahmatova is írt egy verset őhozzá 1940-ben, a Koszorú a halottaknak (Venok mjortvim) sorozatban (a verset a talán bűnbánó „Kései válasz” címmel látta el, a Cvetajeva-ciklusra ugyanis eladdig sohasem reagált). Ahmatova azonban nem árulta el, hogy verset írt hozzá, nem is szavalta el neki (ilyen esetekben ez szokás lett volna), állítólag azért, nehogy feldúlják a címzettet ezek az ő szájába adott sorai: Az enyéim – örvénybe ragadva. / A szülőházam helye – rom. Találkozásuk kényszeredettre sikerült.
1941. augusztus 8-án, a front közeledtével Marinát és fiát sok más moszkvai íróval együtt kitelepítették Tatárföldre, őket azonban a legtöbbjükkel ellentétben nem Csisztopolba, hanem a Káma menti poros kisvárosba, Jelabugába, ahol egy paraszti házaspárnál vett ki szobát kettejüknek. Mivel nem lett volna miből eltartania magát és Murt, 24-én beutazott Csisztopolba, ahol ismerősei közbenjárására tartózkodási engedélyt ígértek neki. Papírra is vetett egy kérvényt: „Az Irodalmi Alap vezetőségének. Kérem, alkalmazzanak mosogatólányi minőségben az Alap hamarosan megnyíló ebédlőjében. 1941. augusztus 26.” 28-án visszament Jelabugába, hogy előkészítse átköltözésüket Csisztopolba. 1941. augusztus 31-én reggel felakasztotta magát a jelabugai faház gerendájára. Szeptember 2-án hantolták el a jelabugai temetőben. Pontos nyughelye máig ismeretlen.
Halálával kapcsolatban sok legenda terjedt el, de egyiket sem sikerült bizonyítani, így azt sem, hogy a titkosrendőrség gyilkolta volna meg.
Tizenhat éves fiának ezt a búcsúlevelet hagyta: „Murliga! Bocsáss meg nekem, de folytatni még rosszabb lett volna. Súlyos beteg vagyok, ez már nem én vagyok. Őrülten szeretlek. Értsd meg, nem tudok tovább élni. Papának és Áljának – ha még látod – mondd meg, hogy utolsó percemig szerettem őket, és magyarázd el, hogy zsákutcába jutottam.”
Mur három évvel később elesett a háborúban.
Marina Cvetajeva születésének 100. évfordulóján, 1992-ben (más források szerint halálának 50. évfordulóján, 1991-ben) II. Alekszij, Moszkva és egész Oroszország pátriárkája személyesen celebrált érte gyászistentiszteletet. A kérdésre: „Egy öngyilkosért, mi az indok?”, ezzel a két szóval felelt: Ljubov narodnaja („az össznépi szeretet”).

## Művészete, értékelése
Noha az orosz költészet „ezüstkorában” alkotott, a modernizmus, az avantgárd nagy 20. század eleji virágzása egybeesett indulásával, Cvetajeva nem csatlakozott egyetlen irányzathoz sem. Pályatársai közül csodálta a szimbolista Belijt, Balmontot, Blokot, az akmeista  Ahmatovát, Mandelstamot, Volosint, nagyra tartotta a futurista Majakovszkij verstechnikáját, de öntörvényű egyénisége nem tűrt műfaji korlátozást. Versbeszédében egymás mellett van jelen, egymást erősítve hat az ódaíró Gyerzsavin, a német klasszicista Goethe, a romantikus Puskin öröksége és a hétköznapi dikció, sőt a filmszerűség, a töredezett kifejezésforma is (olykor egy-egy sora csak egy vagy akár fél szóból áll). Nem műveltséganyagot próbál átlényegíteni, mint a szimbolisták, a történelem neki nem korszakokon átívelő közös emlékezet, mint az akmeistáknak – a mitológia, a Biblia vagy épp a középkor nála nagyszabású lelki történésekben, lángoló szenvedélyekben és szenvedésekben, emberi katasztrófák izzásában nyilvánul meg.
Szokványos, patetikus képei (aranykupolák, aranyharangok, lélek, harc, halál) erős emberi érzelmeket tesznek emelkedetté. Szómágiája gyakran anaforikus sorkezdésekben, paronomáziában nyilvánul meg, gyakran pedig névjátékban – úgy is, mint a Blok-ciklusban, ahol szinte babonásan kerüli az általa istenített költő nevének akár egyszeri említését is, és úgy is, ahogy a lírai költő alanyiságával a saját keresztnevébe lát bele sorsot, elrendelést, végzetet: Én kagyló vagyok csak, őrzöm a tengerek orgonahangját, – S elnyugszik, többé semmit sem kivánva, / Marina, Isten szolgálóleánya – A hóra rózsát ki dobott? / Egy mandarin csak, ó, a héja… / És arra gondolsz váltig ott: / mazurka – meghalok – Marína.„Poétikájának talán a mértéktelenség az egyik fő ismérve, nyelvi és gondolati értelemben egyaránt. A költemények lírai énje képtelen elfogadni a szabályokra épülő világrendet, áradó, túlcsorduló lénye, önpusztító voluntarizmusa egyszerre építi fel és rombolja le a versvilágot.”
Legfontosabb témái, ihletforrásai a szerelem, halál, lélek, természet, vallás, népköltészet. Alkotó korszakának első felében ezeket gyakran egy-egy versben vagy ciklusban is összevegyíti, jó példa erre a Versek Blokhoz, amelynek ráadásul minden darabja más-más érzékszervet hív segítségül a képalkotáshoz. Vándorcigányokról, sorozott katonákról, Sztyenyka Razinról szóló művei sohasem hatnak iskolásnak, kötelező penzumnak, oly nagy fokú bennük a témával és a történelemmel, a népdalokkal való azonosulás. Tehetségének mindezzel a sokoldalú, szertelen tobzódásával megrendítő ellentétben állnak az utolsó évek töredékes, lecsupaszított költeményei, az érezhető erőtlenedés, reményvesztettség szikár egyszerűsége („Elment – maradtam éhen...”, „Elég! Öreg vagy, bárha ég...”, „Douce France”).
„Cvetajeva a dolnyik (hangsúlyos tagoló vers, változó számú hangsúlytalan szótaggal) mestere. A dolnyik feszes ritmust tesz lehetővé, mégis a hétköznapi beszéd látszatát keltve. A dolnyik dominanciáját elemzői a gyermekkorától imádott német költészet hatásának tulajdonítják.”
Kortársai közül zseniálisnak minősítette Vladimir Nabokov, s önmagánál is nagyobbnak Borisz Paszternak, aki így mutatta be őt levélben Rilkének: „Itteni kerülő utakon eljutott hozzám egy olyan igaz és valódi verse, amilyet itt, a Szovjetunióban már egyikünk se tud írni. Marina Cvetajeva az, Isten kegyelméből való költő.” Anna Ahmatova így írt a pálya- és vetélytárs halála után: „Marina az értelmen túli tartományba távozott. Szűkek lettek neki a költészet keretei. Dolphinlike – ahogy Shakespeare-nél Kleopátra mondja Antoniusról. Kevés lett neki az egyetlen őselem, eltávolodott egy másikba, vagy többe is.” Joszif Brodszkij Szolomon Volkovval folytatott hosszú beszélgetésében higgadt véglegességgel szögezi le: „Véleményem szerint a 20. század legnagyobb költője Cvetajeva”, hozzátéve, hogy amikor ifjúkorában, még szamizdatban olvasta A hegy költeményé-t, „minden a helyére került bennem. És semmi, amit azóta oroszul olvastam, nem hatott rám akkora erővel, mint amilyennel Marina.”

## Személyisége
Lánya, Ariadna leírásából tudjuk (fiatal anyjára emlékezik), hogy alacsony termetű volt – 163 centiméter –, gesztusai erőteljesek, de nem hevesek, tartása szigorú és szabályos, még az íróasztal fölé is kihúzott derékkal hajolt. Aranyos gesztenyebarna haja fiatal korában göndör volt és puha, de korán őszülni kezdett, s ezt a benyomást csak erősítette a barnás-sápadt, matt színű arcából sugárzó fény: szeme világos volt és ragyogó, „szőlőzöld”. Két ezüstgyűrűje közül (ezekről több verset is írt) az egyik vésete hajót ábrázolt, a másiké, az agátkövesé Hermészt sima foglalatban. Hangja kislányosan magas volt, csengő, hajlékony. Tudott hallgatni, nem hengerelte le beszélgetőpartnerét, de vitában félelmetes volt: a jeges udvariasság határai között maradva, villámokat szórva esett neki ellenfelének. Idegenekkel elnéző volt, de a hozzá közel állóktól, barátoktól, gyerekeitől azt követelte, amit magától: mindent. Szabadban jól tájékozódott, de a városban minden irányérzékét elvesztette, kétségbeesetten kóválygott még az ismerős helyeken is. Tériszonya volt, rettegett a sokemeletes házaktól, a tömegtől, az autóktól, a mozgólépcsőtől, a liftektől. A tömegközlekedési eszközök közül csak a villamost és a földalattit volt hajlandó igénybe venni, ahol ilyen nem volt, ott gyalogolt. A festmények nem érdekelték, csak a grafikák, metszetek (szerette Dürert, Dorét).
Férje 1926-ban ezt írta róla egyik barátjának: „Alighanem Marina az egyetlen költő, aki képes volt hét esztendőt szó szerint egy konyhában tölteni úgy, hogy nem ment rá sem a tehetsége, sem a munkabírása.”
Egy 1940-es levelében, amelyet az Írószövetség titkárhelyettesének írt (könyörögve, hogy segítsék hozzá valamilyen lakáshoz), Cvetajeva leszögezte: „Nem vagyok hisztérika, kérdezze meg Borisz Leonyidovicsot.” Borisz Leonyidovics (tudniillik Paszternak) utóbb bevallotta élettársának, Olga Ivinszkajának: „Képtelen lettem volna együtt élni vele – Marinában sűrítetten volt meg mindenfajta női hisztéria. Nem tudtam volna elviselni.”
Elmondható róla, hogy az a fajta egyéniség volt, akit csak végletes jelzőkkel lehet illetni: sokan rajongtak érte, sokan nem szerették, nevezték felejthetetlennek és ijesztőnek, tartották félelmetesen okosnak és taszítónak egyaránt.

## Utóélete, emlékezete

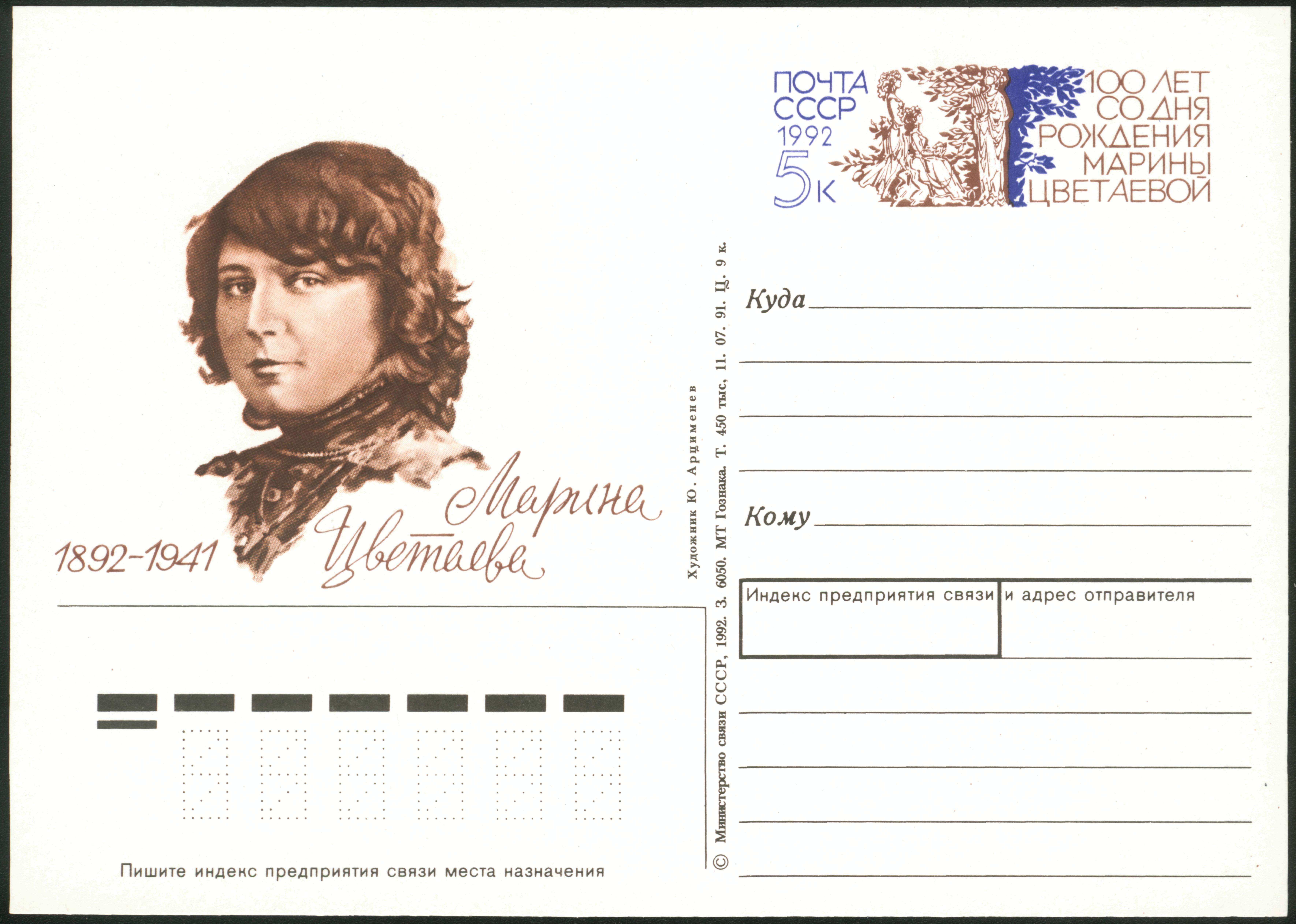
A Cvetajeva születésének 100. évfordulója tiszteletére kiadott levelezőlap 1992-ből még „Szovjetunió” jelzéssel

A halálát követő évtizedben úgy látszott, Marina Cvetajevát elfelejtik. 1942-ben New Yorkban Georgij Fedotov filozófus, történész ugyan azt írta róla: „Marina Cvetajevát részrehajlás nélkül nevezhetjük korunk legnagyobb orosz költőjének”, 1946-ban azonban Ivan Thorzsevszkij orosz irodalomtörténetében leszögezte: „Cvetajevának nincs mondanivalója. Művészete nem más, mint tátongó, üres kőfejtő.” A Szovjetunióban teljes hallgatás övezte, akár ha sosem létezett volna. A Zsdanov-korban – a kultúrdiktátor „burzsoáirodalom” elleni hadjáratának jegyében – sok élő művészt is nemtelen támadások értek: Ahmatovát, Zoscsenkót, Prokofjevet, Sosztakovicsot.
A hruscsovi évek „olvadása” azután különös módon egybeesett az amerikai orosz nyelvű publikációk megszaporodásával (nem egyet a CIA szponzorált a „fellazítás” jegyében). 1953-ban Fjodor Sztyepun jelentetett meg egy orosz nyelvű válogatást New Yorkban, Jurij Ivaszk pedig 13 Cvetajeva-verset bevett orosz emigránsantológiájába. 1957-ben Gleb Petrovics Sztruve Münchenben publikálta a Hattyúk táborát, s ezekkel a művekkel megindult Cvetajeva irodalmi rehabilitációja. Ezzel párhuzamosan a Szovjetunióban Ilja Ehrenburg elérte, hogy az 1956-os Lityeraturnaja Moszkva antológiába Cvetajeva-versek is bekerüljenek, s lévén hogy az akkoriban sűrűsödő szamizdat kiadványok szerzői közül tapinthatóan Cvetajeva lett a legnépszerűbb, a hivatalosságnak is engednie kellett: 1961-ben önálló (bár vékonyka) Cvetajeva-kötet láthatott napvilágot. Ez és a sokkal bővebb 1965-ös annyira kapós lett, hogy kemény valutáért exportálták Nyugatra is, a szovjet feketepiacokon pedig csillagászati összegeket ért egy-egy példány. Ezeket a publikációkat persze a megfelelő köntösbe kellett öltöztetni: Cvetajeva életrajzát átírták, e szerint a „népétől elidegenedett” emigráns művész a Nyugatból kiábrándulva tért haza „szocializmust építő” hazájába. Ehhez a hamisításhoz és az életmű tendenciózus rostálásához aktívan hozzájárult Cvetajevának a Gulagon sokat szenvedett húga, Anasztaszija és lánya, Ariadna is. Ariadna fáradhatatlan, két évtizedes munkával Cvetajeva-archívumot hozott létre, tisztázta-rendezte anyja kéziratait, Cvetajeva külföldi barátaitól kért leveleket s más archív anyagokat. 1975-ben bekövetkezett halálakor az egész anyagot a CGALI-ra (Központi Állami Irodalmi és Művészeti Archívum) hagyta azzal, hogy csak a 21. század elejétől legyen kutatható.
1988 óta Marina Cvetajeva művei a legkülönfélébb tematikus válogatásokban jelennek meg Oroszországban, 1994–95-ben hétkötetes, majdnem teljes életműkiadás, 2005-ben ennek kibővített CD-ROM-változata látott napvilágot, s mindeközben folynak a 2001-ben megnyitott archívum feldolgozásával a kritikai kiadás munkálatai is. Születése 100. évfordulóján az Amherst College szervezésében megrendezték az első nemzetközi Cvetajeva-szimpóziumot, amelynek anyagát 1994-ben publikálták.
Róla nevezték el a 3511 Cvetajeva kisbolygót, amelyet Ljudmila Georgijevna Karacskina fedezett fel 1982. október 14-én.

### Emlékének szentelt alkotások
- Szobra Moszkvában, a Boriszoglebszkij pereulokban lévő múzeuma előtt. Archiválva 2009. április 7-i dátummal a Wayback Machine-ben
- Mellszobra a róla elnevezett jelabugai téren.  Archiválva 2009. október 13-i dátummal a Wayback Machine-ben
- Dmitrij Sosztakovics: Hat Marina Cvetajeva-vers (kontraalt, zenekar), Op. 143a, (1974)
- Jelena Frolova: Moja Cvetajeva (2 CD/2 kazetta, 2002)

## Művei

### Életében megjelent kötetei
| Eredeti cím      | A cím fordítása  | Megjelenés helye | Ideje |
| ---------------- | ---------------- | ---------------- | ----- |
| Vecsernyij albom | Esti album       | Moszkva          | 1910  |
| Volsebnij fonar  | Csodalámpa       | Moszkva          | 1912  |
| Iz dvuh knyig    | Két könyvből     | Moszkva          | 1913  |
| Vjorszti         | Verszták         | Moszkva          | 1921  |
| Vjorszti I.      |                  | Moszkva          | 1922  |
| Konyec Kazanovi  | Casanova vége    | Moszkva          | 1922  |
| Razluka          | A válás          | Moszkva–Berlin   | 1922  |
| Sztyihi k Bloku  | Versek Blokhoz   | Berlin           | 1922  |
| Car-gyevica      | A cárleány       | Moszkva–Berlin   | 1922  |
| Psziheja         | Pszükhé          | Berlin           | 1923  |
| Remeszlo         | A mesterség      | Berlin           | 1923  |
| Mologyec         | A legény         | Prága            | 1924  |
| Poszle Rosszii   | Oroszország után | Párizs           | 1928  |

### Halála utáni fontosabb kiadások
| Eredeti cím                                               | A cím fordítása                             | Közreműködők                                                                               | Megjelenés helye  | Ideje      | Megjegyzés                                                                        |
| --------------------------------------------------------- | ------------------------------------------- | ------------------------------------------------------------------------------------------ | ----------------- | ---------- | --------------------------------------------------------------------------------- |
| Lebegyinij sztan                                          | Hattyúk tábora                              |                                                                                            | München           | 1957       |                                                                                   |
| Izbrannije proizvegyenyija                                | Válogatott művei                            | Ariadna Efron, Anna Szaakjanc                                                              | Moszkva–Leningrád | 1965       | Ez volt az első, tendenciózusan válogatott szovjetunióbeli kiadása a halála után. |
| Izbrannaja proza v dvuh tomah                             | Válogatott prózai művei két kötetben        | Alekszandr Szumerkin, Joszif Brodszkij (előszó)                                            | New York          | 1979       |                                                                                   |
| Szocsinyenyija v dvuh tomah                               | Művei két kötetben                          | Anna Szaakjanc                                                                             | Moszkva           | 1980, 1988 |                                                                                   |
| Sztyihotvorenyija i poemi v pjatyi tomah                  | Versei és elbeszélő költeményei öt kötetben | Alekszandr Szumerkin, Joszif Brodszkij (előszó), Viktoria Schweitzer (életrajzi tanulmány) | New York          | 1980       | Az addigi legteljesebb életműkiadás.                                              |
| Tyeatr                                                    | Színpadi művei                              | Ariadna Efron, Anna Szaakjanc                                                              | Moszkva           | 1988       |                                                                                   |
| Proza                                                     | Prózai művei                                | Anna Szaakjanc                                                                             | Moszkva           | 1989       |                                                                                   |
| Szobranyije szocsinyenyij v szemi tomah                   | Összes művei hét kötetben                   | Anna Szaakjanc, L. A. Mnuhin                                                               | Moszkva           | 1994–95    | Az eddigi legteljesebb, de kritikainak még nem tekinthető kiadás.                 |
| Enciklopegyicseszkoje szobranyije szocsinyenyij na CD-ROM | Összes művei CD-ROM-on                      | Biznyeszszoft, Rosszija                                                                    | Moszkva           | 2005       | Több száz képpel, zenével, írott és hangos emlékezésekkel, tanulmányokkal.        |

### Magyar nyelven
| Cím                                                    | Műfaj     | Közreműködők                                                                               | Kiadó             | Év   | Megjegyzés                                                                 |
| ------------------------------------------------------ | --------- | ------------------------------------------------------------------------------------------ | ----------------- | ---- | -------------------------------------------------------------------------- |
| Vándorló csillagok                                     | versek    | Pór Judit (válogatás), Rab Zsuzsa (fordítás)                                               | Európa            | 1965 |                                                                            |
| Fogoly lélek                                           | próza     | E. Fehér Pál (válogatás), Rab Zsuzsa (fordítás)                                            | Európa            | 1970 |                                                                            |
| Egy festő portréja. Natalja Goncsarova                 | életrajz  | Rab Zsuzsa (fordítás), Gellér Katalin (utószó)                                             | Magyar Helikon    | 1980 | ISBN 963-207-600-1                                                         |
| Puskin és Pugacsov                                     | tanulmány | Wintermantel István (szerkesztette)                                                        | Lapkiadó Vállalat | 1987 | Szovjet Irodalom, Puskin-emlékszám, 1987/2., 77–99. ISBN 963-272-129-2     |
| A királynő védelmére                                   | versek    | Pór Judit (válogatás, utószó), ford. Bajcsi Cecília, Baka István, Rab Zsuzsa               | Európa            | 1992 | Jubileumi kiadvány, ISBN 963-07-5480-0                                     |
| Marina Cvetajeva versei                                | versek    | Pór Judit (válogatás), Gy. Horváth László (válogatás, jegyzetek és utószó)                 | Európa            | 2007 | Lyra mundi sorozat, ISBN 978-963-07-8261-6                                 |
| A művészet a lelkiismeret fényénél. Esszék             | esszék    | Bártfay Réka, Nagy István (válogatás, szerkesztés), versford. Jorgosz Baia, Balogh István  | Tinta             | 2008 | Segédkönyvek a nyelvészet tanulmányozásához sorozat ISBN 978-963-7094-98-9 |
| Élőt az élőről. Marina Cvetajeva esszéi költőtársairól | esszék    | vál., szerk. Nagy István, versford. Sárközi Árpád, Börzsönyi Péter, Jorgosz Baia           | magánkiadás       | 2017 |                                                                            |
| Ház az öreg Pimennél. Önéletrajzi próza                |           | vál., szerk., utószó Nagy István, ford. Gergely Lajos et al.                               | magánkiadás       | 2017 |                                                                            |
| Szonyecska regénye                                     |           | szerk. Nagy István, ford. Rab Zsuzsa, Nagy István, versford. Börzsönyi Péter, Horváth Géza | magánkiadás       | 2017 |                                                                            |

#### Verseinek magyar fordítói
- Bajcsi Cecília
- Baka István
- Gy. Horváth László
- N. Kiss Zsuzsa
- Rab Zsuzsa
- Veress Miklós

### Honlapok

#### Múzeumok
- Cvetajev Családi Múzeum (Novo-Talici)
- Cvetajev Családi Múzeum (Tarusza)
- Cvetajeva Múzeum (Alekszandrov)
- Cvetajeva Múzeum (Moszkva)
- Cvetajeva Emlékmúzeum (Bolsevo)
- Cvetajeva Emlékkomplexum (Jelabuga)

#### Versei online
- Válogatott művei oroszul
- Versei oroszul
- Baka István Cvetajeva-fordításai

### Irodalmi ajánló

#### Orosz nyelven
- Belkina, Marija I.: Szkrescsenyije szugyeb, Izografusz, Moszkva, 2005, ISBN 5-94661-080-5
- Efron, Ariadna: Marina Cvetajeva: Voszpominanyija docseri, Jantarnij Szkaz, Kalinyingrad, 1999, ISBN 5-85500-341-8
- Golovko, Vjacseszlav M.: „Cserez Letyejszkije vodi...”, Cvetajeva Múzeum, Moszkva, 2007
- Ivaszk, Jurij P.: Poveszty o sztyihah, New York, Russica Publishers, 1987, ISBN 0-89830-102-5
- Kagan, Jugyif M.: Marina Cvetajeva v Moszkve, Otyecsesztvo, Moszkva, 1992, ISBN 5-7072-0010-X
- Kozlova, Lilit N.: Bezumje vszeh tiszjacsaletyij, Agensztvo „DOK”, Moszkva, 1994, ISBN 5-87710-024-6
- Kozlova, Lilit N.: Ogyinokij duh, Laterna Magica, Moszkva, 2006
- Kudrova, Irma V.: Prosztori Marini Cvetajevoj, Vita Nova, Szentpétervár, 2003, ISBN 5-93898-019-4
- Kudrova, Irma V.: Zsizny Marini Cvetajevoj, Zvezda, Szentpétervár, 2002, ISBN 5-94214-003-0
- Maszlova, Valentyina A.: Marina Cvetajeva, Ekonompreszsz, Minszk, 2000, ISBN 985-6479-19-3
- Mirkina, Zinaida A.: Ogony i pepel, LIA „Dok”, Moszkva, 1993, ISBN 5-87710-006-8
- Szaakjanc, Anna A.: Zsizny Cvetajevoj, Centrpoligraf, Moszkva, 2000, ISBN 5-227-00937-6

#### Magyar nyelven
- Baka István: Cvetajeva önkéntes halála (magyar nyelven). baka.hu. (Hozzáférés: 2021. december 10.)
- Hetényi  Zsuzsa: „Cvetajeva”, Az orosz irodalom története a kezdetektől 1940-ig, Nemzeti Tankönyvkiadó, 1997, 265–67, ISBN 963-18-8392-2
- Nagy István: A szabadító költő: Marina Cvetajeva Puskin-olvasata,  Argumentum, 2006, ISBN 963-446-371-1
- Pór Judit: Utószó, Marina Cvetajeva: A királynő védelmére, Európa, 1992, ISBN 963-07-5480-0
- Schiller Erzsébet: Marina Cvetajeva levelei elé (magyar nyelven). Nagyvilág, 2001. augusztus. (Hozzáférés: 2010. március 27.)
- Villányi Eszter: Szergej Jeszenyin és Marina Cvetajeva költészetének párhuzamai = Elviháncolt a tavaszi zápor: Szergej Jeszenyin születésének és halálának évfordulója alkalmából, szerkesztette Fábián László, Szombathely, Szláv Történeti és Filológiai Társaság, 2007, 51–56, ISBN 963-9531-71-5
- Nagy István: A szabadító költő. Marina Cvetajeva Puskin-olvasata; Argumentum–ELTE Orosz Irodalom és Irodalomkutatás Doktori Program, Bp., 2006 (Diszkurzívák)